# Opel Kadett
El Opel Kadett es un automóvil del segmento C producido por Opel desde 1936 hasta 1941, y desde 1962 hasta 1991. Fue uno de los modelos más representativos de la historia de Opel. Tradicionalmente, desde el inicio de su producción en los años 30 hasta su sucesor, el Opel Astra en 1991, fue el superventas de la marca alemana.

## Modelo clásico (1936-1940)
El primer Kadett apareció antes de la Segunda Guerra Mundial, siendo presentado en 1936 con un motor de 1074 cc. Fue todo un éxito, colocándose líder de ventas en Alemania. Cuando se interrumpió la producción por la guerra en 1941, se habían producido 107 000 unidades. La maquinaría utilizada para el montaje del Kadett fue trasladada a la Unión Soviética en concepto de reparaciones de guerra, sirviendo de base para el Moskvitch 400.
El Kadett fue un gran éxito para Opel: en 1938 tenía una participación de mercado del 59 por ciento en su clase: hasta 1940 se vendieron 107 608 vehículos de todas las versiones.

### Kadett Strolch
Un cabrio coach Kadett Strolch fue desarrollada en 1938, pero no construida en serie. Entre las razones se encuentran los escasos recursos de acero en el periodo previo a la Segunda Guerra Mundial y volúmenes potencialmente bajos en este segmento. En total, hubo seis prototipos, que desaparecieron durante la guerra. El hecho de que el automóvil era más que un simple vehículo de prueba está avalado por un folleto impreso con detalles técnicos.

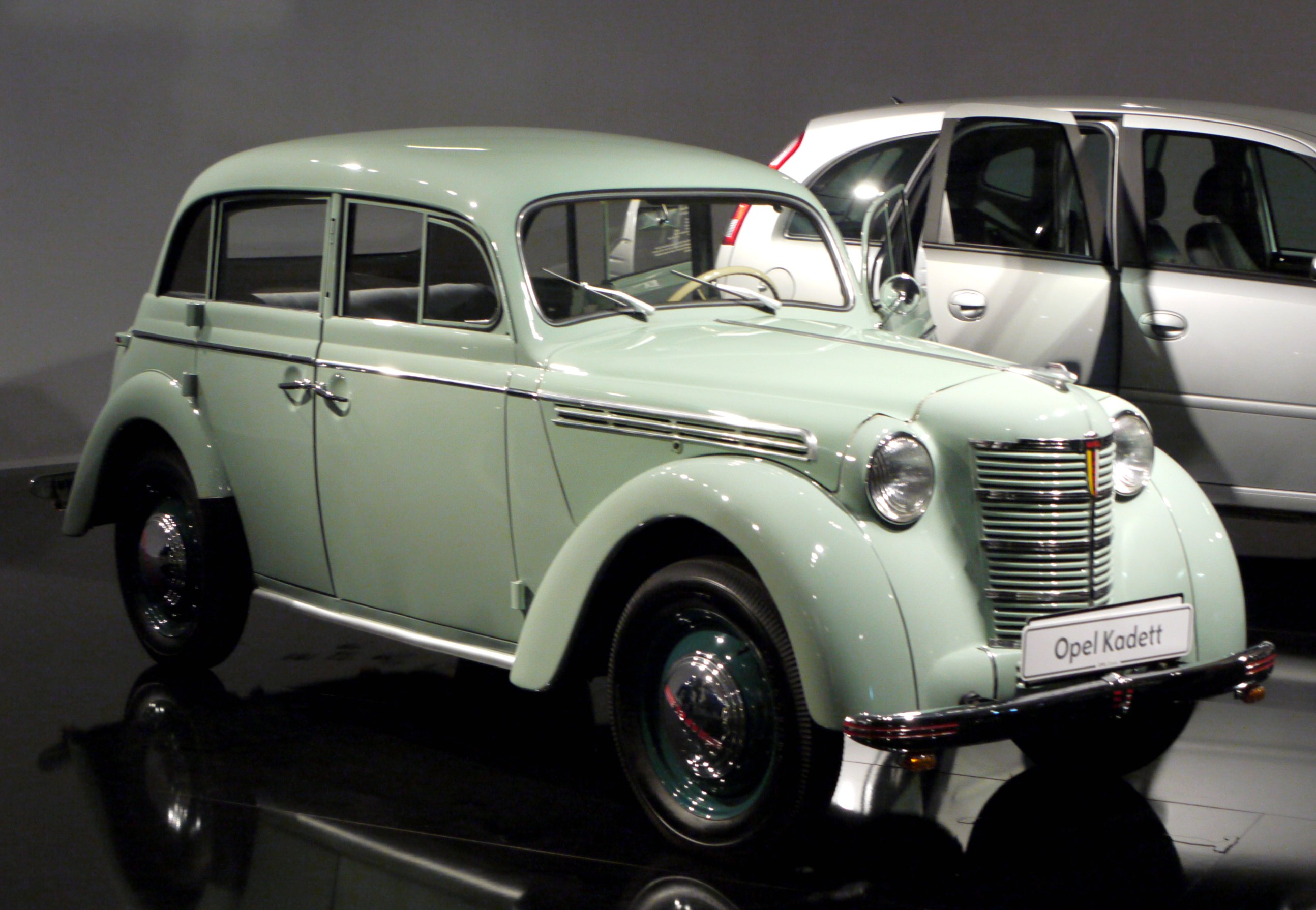
Opel Kadett sedán 4 puertas(1938)
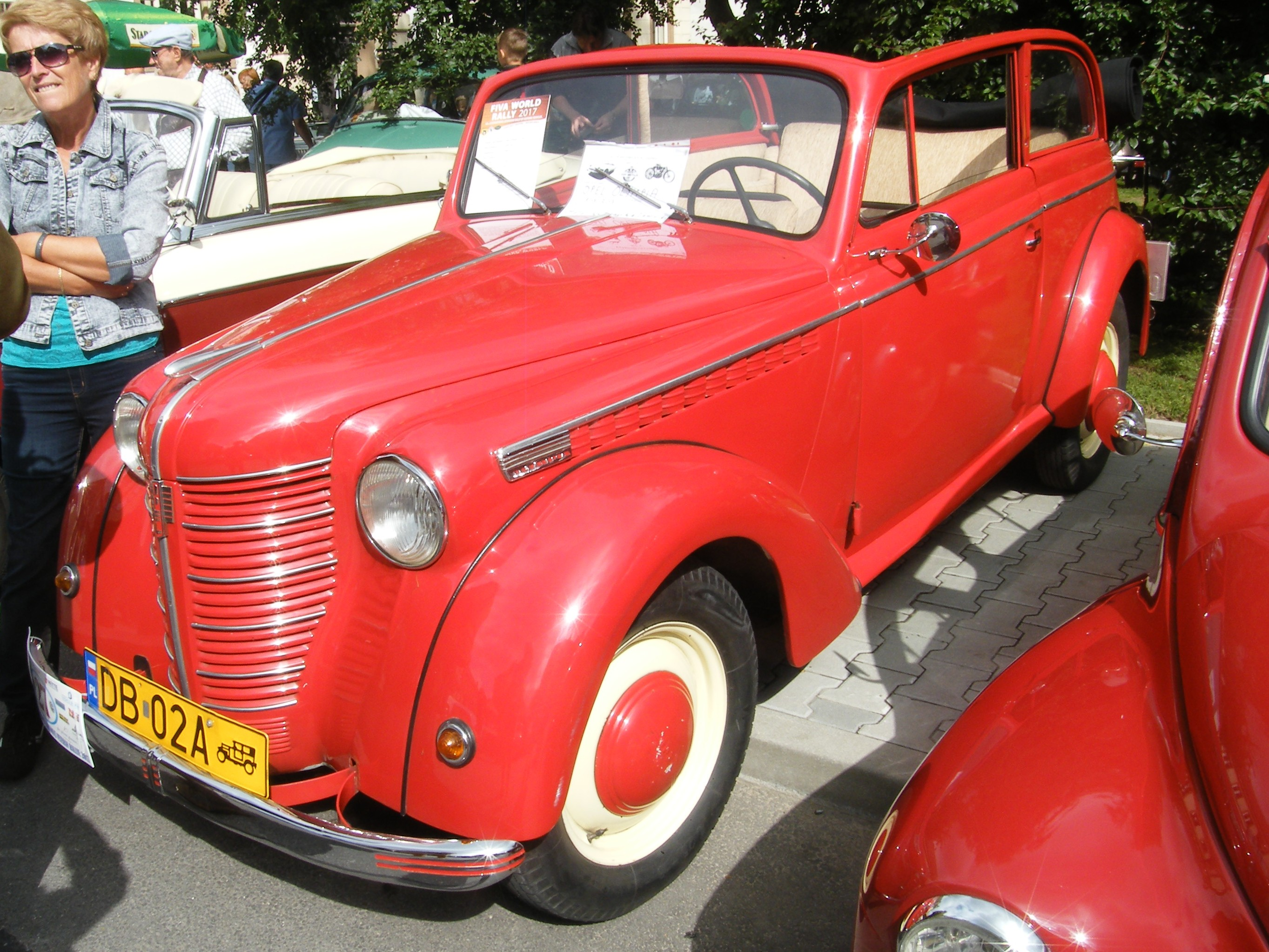
Opel Kadett cabrio coach 2 puertas
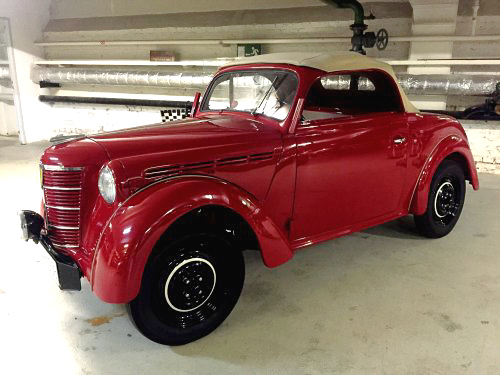
Opel Kadett «Strolch» (1938)

## Kadett A (1962-1965)
Tras la guerra, hubo que esperar hasta 1962 para volver a ver un Kadett en producción. El nuevo automóvil, designado Kadett A, se ofrecía como sedán, berlina de 2 puertas (cupé, aunque sin ninguna aspiración deportiva) y Caravan (familiar). El apartado mecánico se cubría con un motor 1.0 OHV de tres apoyos, culata de fundición, en versiones de 40 CV y 48 CV.
Un total de 649,512 Kadett «A» se construyeron en la nueva fábrica de Bochum de la compañía cuando fue reemplazado por el Kadett «B» en julio de 1965. 126,616 de los automóviles producidos eran modelos del Caravan (familiar), mientras que el los restantes 522.896 comprendieron una pequeña cantidad de cupés y aproximadamente medio millón de sedanes. En estas figuras se incluyen kits de CKD enviados desde Bochum a fábricas de General Motors de escala relativamente pequeña para ensamblaje local en Sudáfrica, Dinamarca, Bélgica, Portugal, Uruguay, Perú y Venezuela.

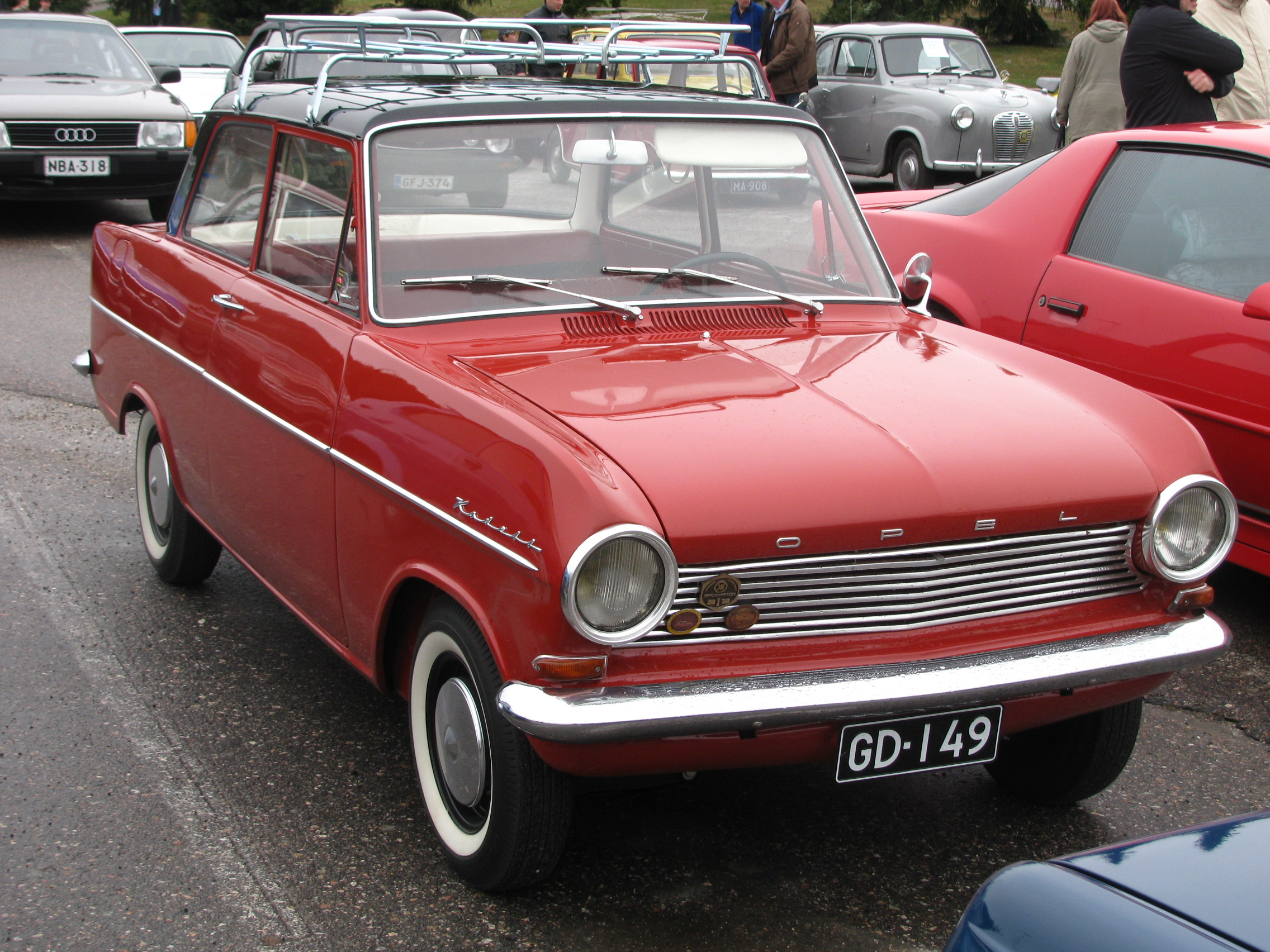
Opel Kadett A sedán
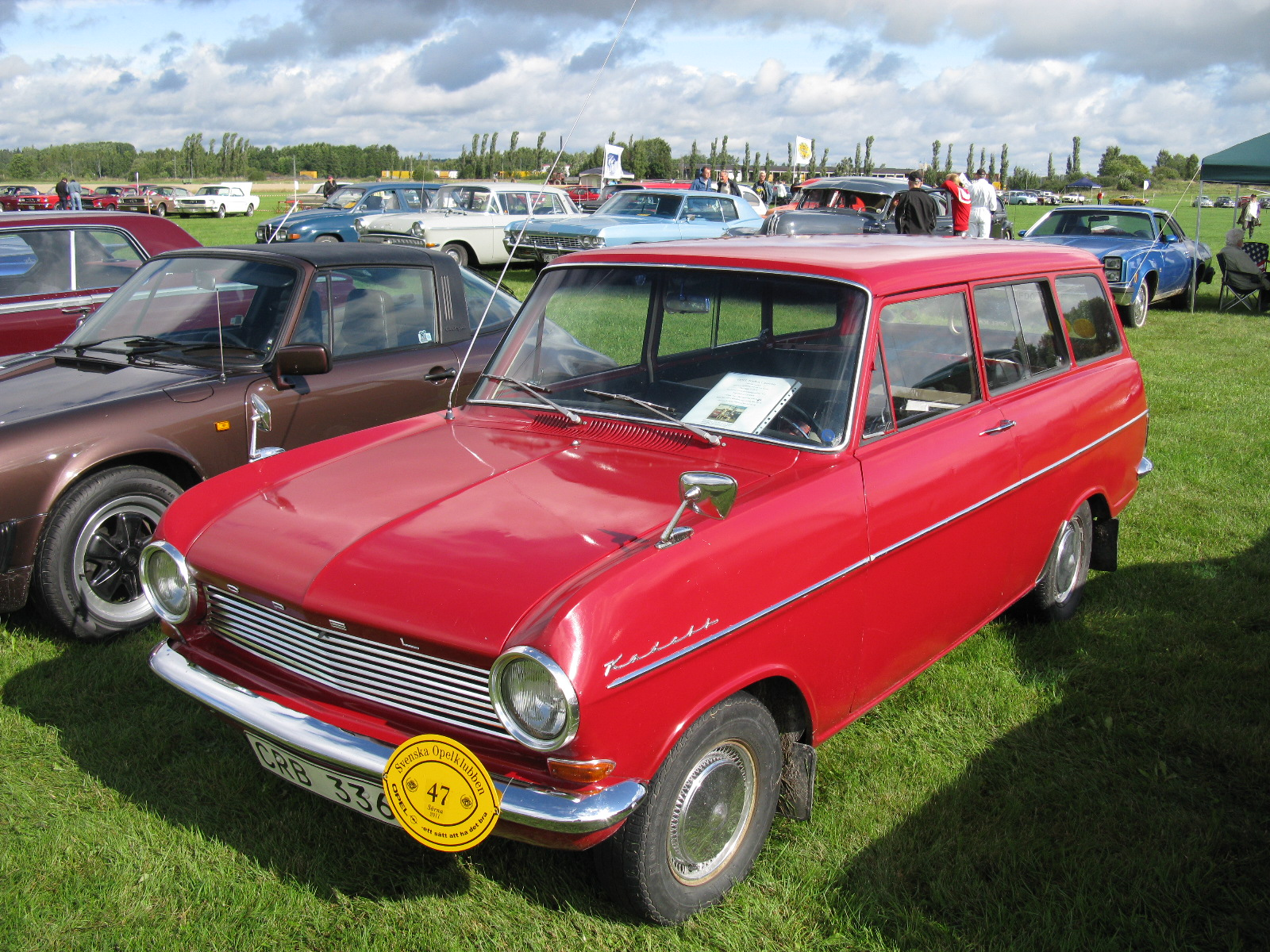
Opel Kadett A caravan
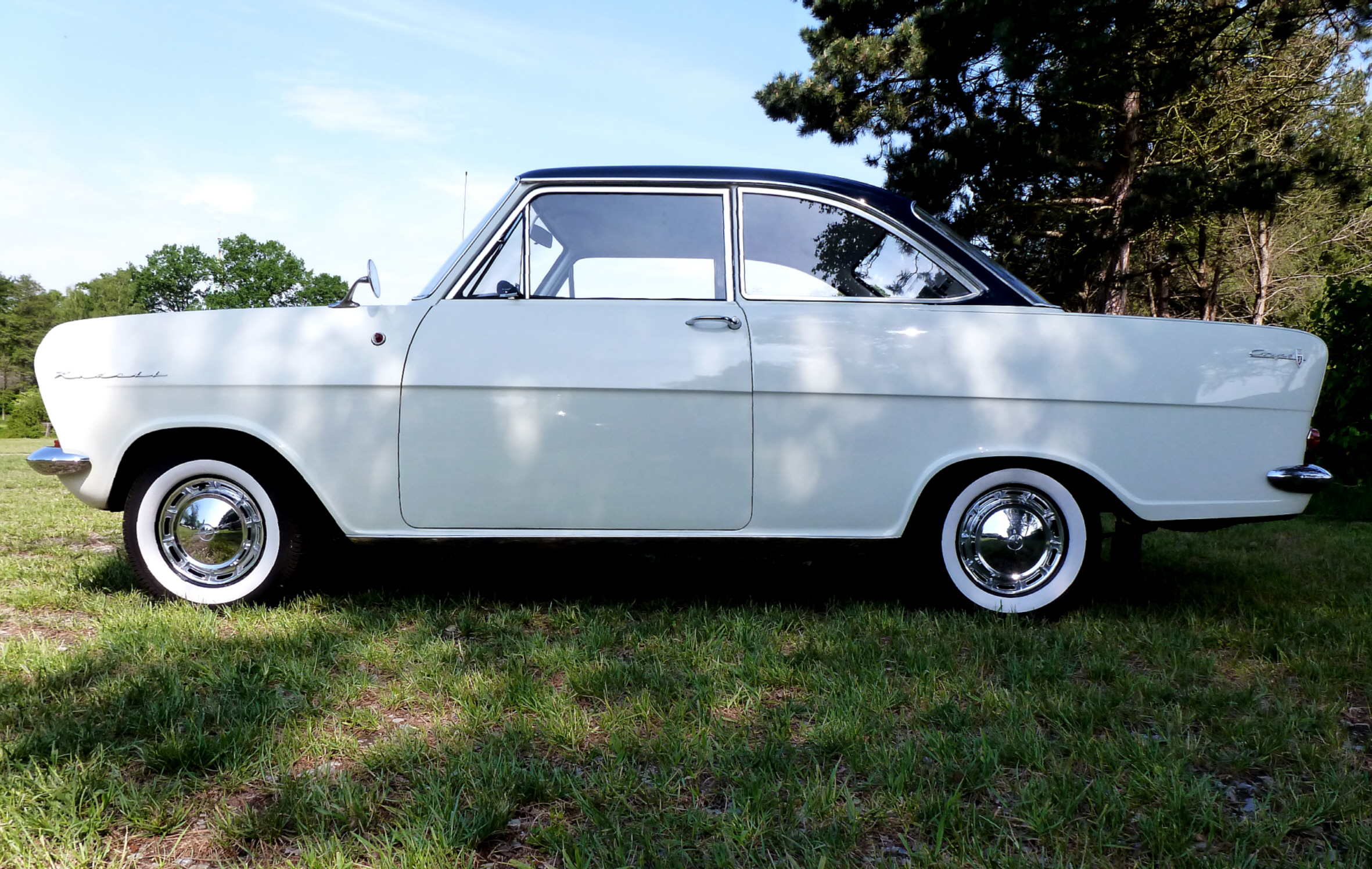
Opel Kadett coupé

## Kadett B (1965-1973)
El Kadett B fue lanzado en el Salón del Automóvil de Fráncfort a fines del verano de 1965. En 1966 sale al mercado la nueva generación para sustituir a la anterior. Estuvo en producción hasta 1973, como berlina de 2 o 4 puertas, como familiar de 2 o 4 puertas y dos cupés (fastback y Kiemencoupé). También  sirvió de base para la creación del deportivo   Opel   GT, este último fabricado entre 1968 y 1973 con un total de 103.463 unidades, la mayor parte de éstos utilizaban el motor de 1897cc y 90CV del tipo motor CIH proveniente del Rekord que también motorizaba al Kadett Rallye, tope de la gama Kadett B.
El nuevo Kadett era más grande, más potente y tenía un estilo moderno inspirado en los Estados Unidos. Y resultó ser muy popular, vendiendo 2,6 millones de unidades en una vida de ocho años.

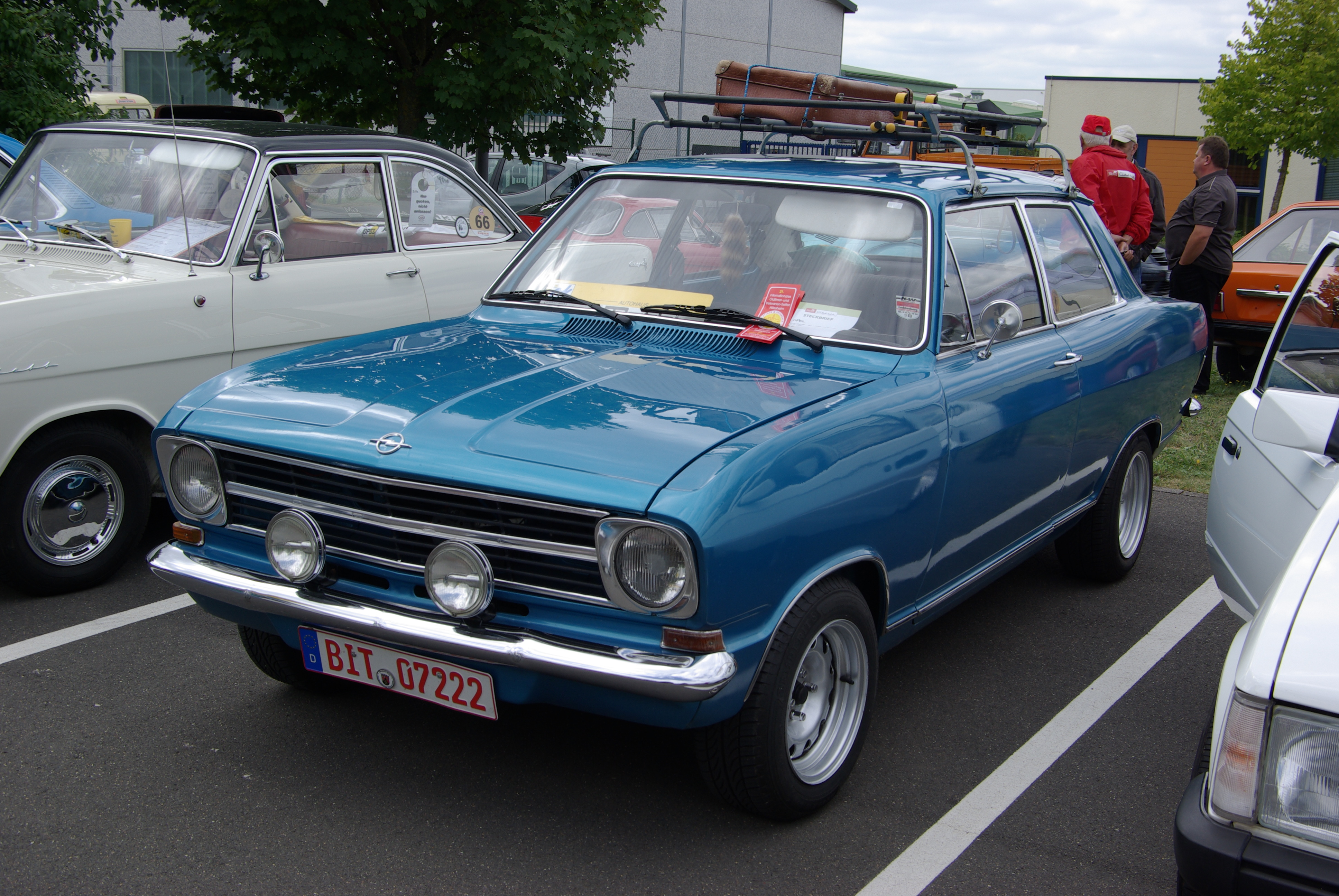
Opel Kadett B sedán
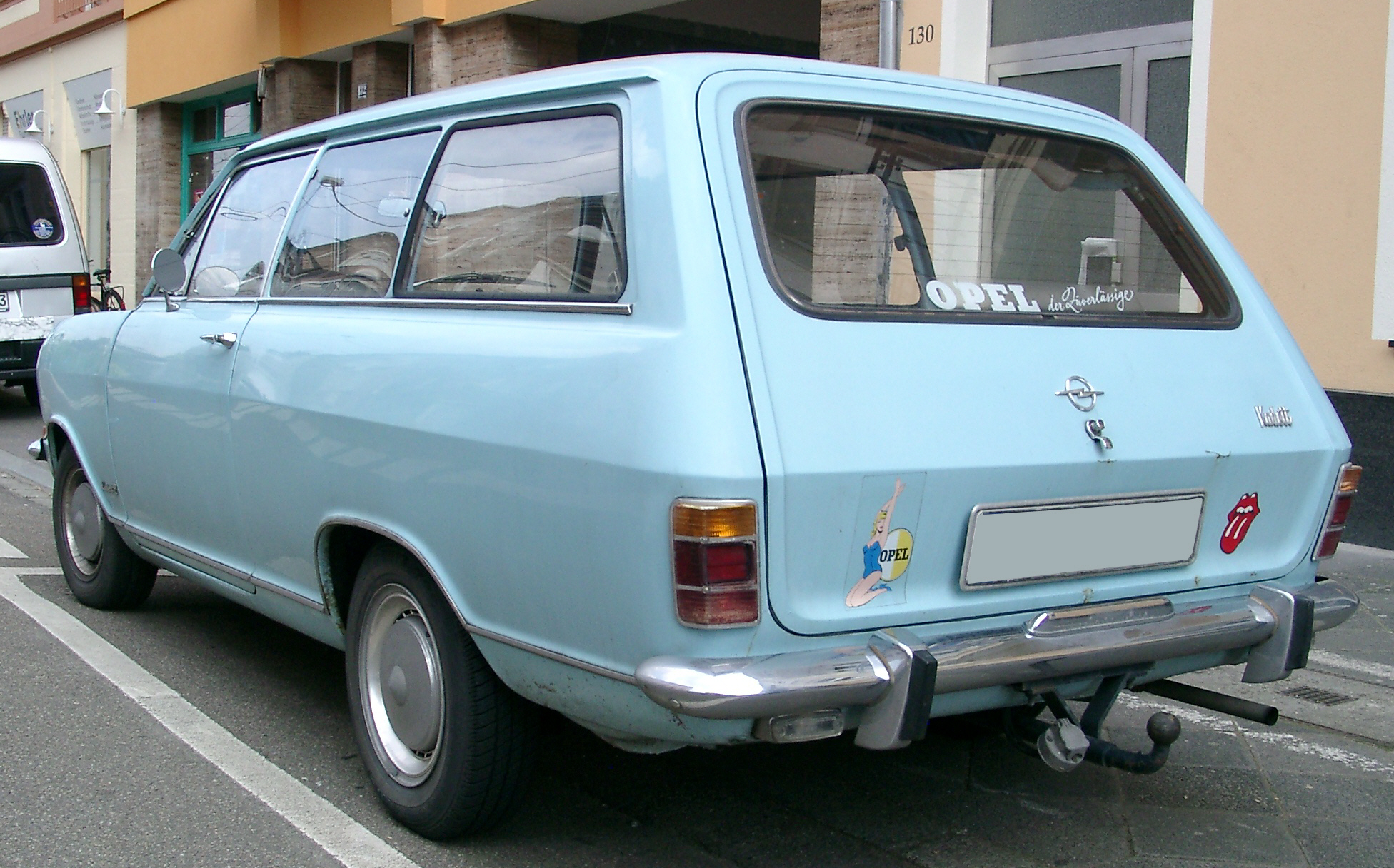
Opel Kadett B caravan
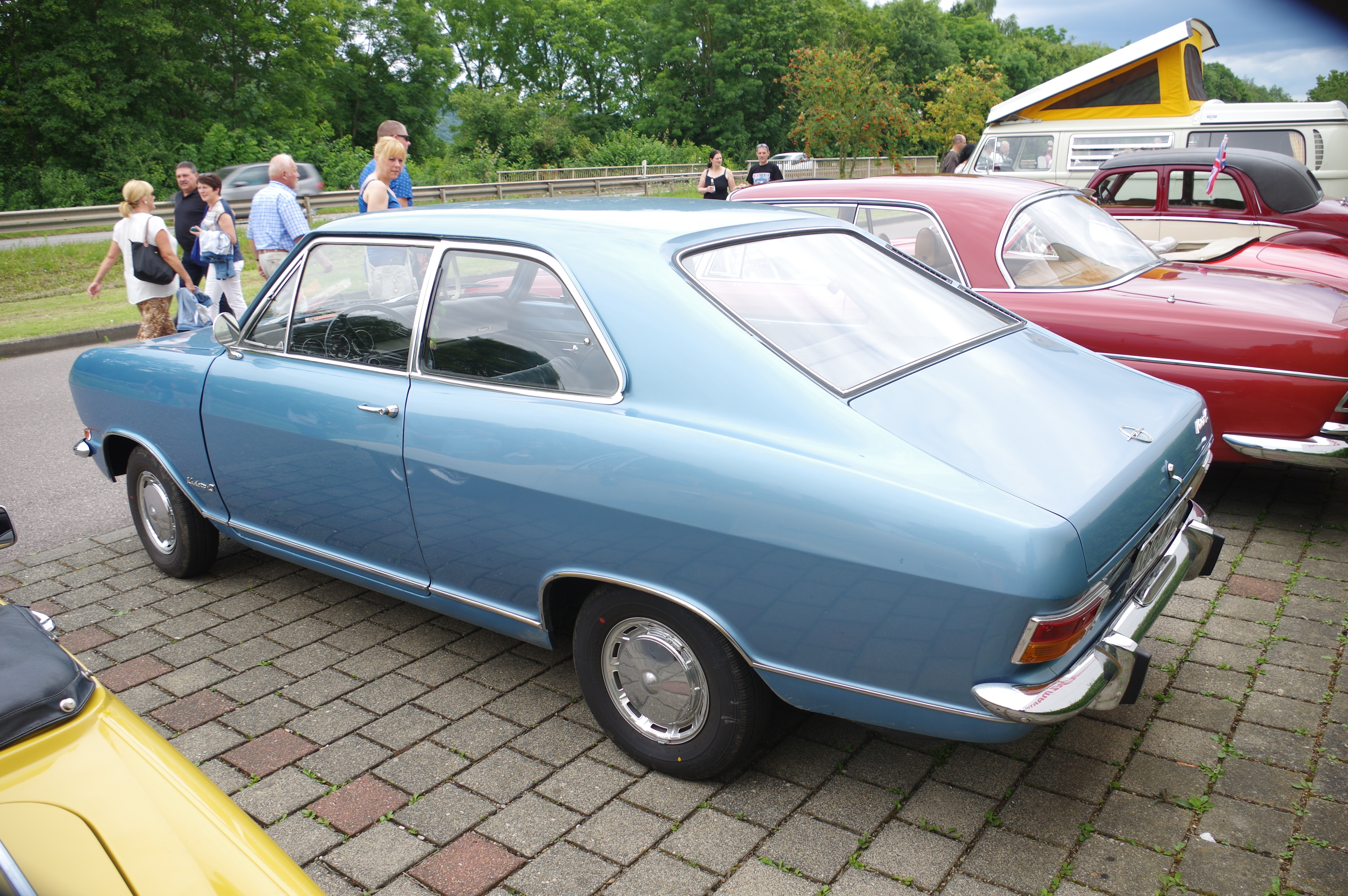
Opel Kadett B fastback

### Rallye Kadett

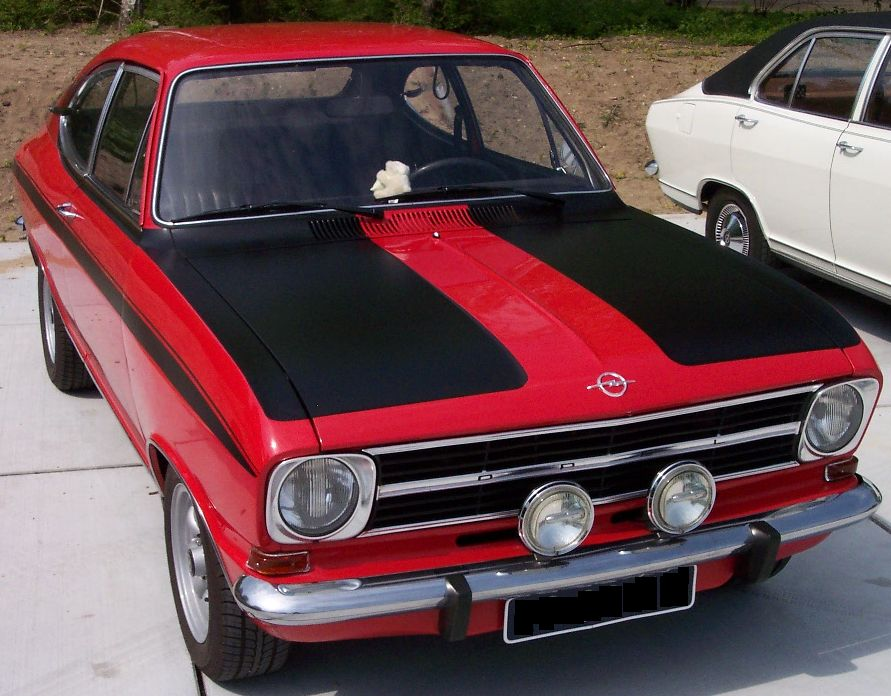
Opel Kadett B Rallye

El cupé Rallye Kadett fue ofrecido con la versión de carburador doble «SR» del motor de 1,1 litros (entre 1965 y 1971) o el motor de 1,9 litros de alta compresión (entre 1967 y 1973). venía con luces gemelas de conducción halógenas y, en el interior, un panel negro con interruptores de palanca como parte del tablero de instrumentos junto con tapizado y asientos y butacas en cuero sintético negro. También vino con paneles negros mate en el capó («para reducir la reflexión») y rayas negras a lo largo del costado. Los clientes preocupados por el aspecto extravagante de toda la pintura negra podrían ordenar un Rallye Kadett sin él, pero muy pocos compradores de Rallye Kadett optaron por la opción de la pintura «discreta».

### Derivados
El Opel GT de dos asientos se basó en gran medida en los componentes Kadett B, su carrocería fue fabricado por un contratista francés, Brissonneau y Lotz, en su fábrica de Creil.

## Kadett C (1973-1979)
El Kadett C fue la tercera generación del Opel Kadett, fue lanzado en agosto de 1973, construido sobre la plataforma «T» de General Motors. Fue el último Opel pequeño en contar con tracción trasera, y se mantuvo en producción en la planta Bochum de Opel hasta julio de 1979, cuando Opel había producido 1.701.076.   De estos, el 52% se había exportado fuera de Alemania Occidental, la mayoría de ellos a mercados en otras partes de Europa Occidental. Sin embargo, en otros mercados mundiales, varias versiones del Kadett C fabricadas «bajo licencias» se mantuvieron en producción hasta mediados de la década de 1990 bajo las marcas Chevrolet, Vauxhall, Holden, Isuzu, Daewoo, obteniendo muy buena repercusión en distintas partes del mundo. Después de su desaparición en Alemania en 1979, Opel importó hasta 1983 el Vauxhall Chevette de Inglaterra para contentar a los fieles de la tracción trasera, el único emblema de Vauxhall estaba en los tapacubos y en el volante. La versión cupé de esta generación ya es un automóvil de culto en Alemania.
El perfil aerodinámico del cupé le dio un valor de {\displaystyle C_{X}}, (coeficiente aerodinámico) más bajo que el resto de los modelos en el rango, como resultado de lo cual fue posible una aceleración más rápida y una velocidad máxima más alta. Además del modelo estándar, había versiones disponibles de Berlinetta, SR, GT/E y Rallye.

### Desarrollo
La tarea de la sede central de General Motors en Detroit no fue tan simple como difícil: construir un automóvil que podría construirse en todo el mundo. La carrocería tenía que ser capaz de acomodar varios tipos de motores. La producción sería en Alemania, Argentina, Australia, Brasil,  Estados Unidos, Gran Bretaña y Japón.
La tercera generación de Kadetts no solo debe continuar con los éxitos de sus predecesores, sino que también debe establecer las bases para una plataforma global como el llamado T-Car con una diversidad de variantes sin precedentes. Bajo el código 1865, General Motors había iniciado este proyecto en 1970. Opel se hizo cargo en gran parte con la tecnología del modelo anterior del «Kadett B» con motor delantero montado longitudinalmente y eje rígido trasero accionado con muelles helicoidales, sin embargo, el eje delantero de doble horquilla ahora era de muelle helicoidal. El tanque ya no estaba ubicado al costado en la parte trasera, sino que estaba mejor protegido detrás del respaldo del asiento trasero sobre el eje trasero.
La carrocería del nuevo Kadett  C era menos abultado y mejor proporcionado que el del Kadett B. En términos de dimensiones totales, sin embargo, los dos eran en realidad muy similares. 
La mayoría de los clientes optaron por el sedán que venía con dos puertas. El sedán de cuatro puertas se produjo principalmente para los mercados de exportación donde los autos de solo dos puertas encontraron resistencia del cliente.
En la Alemania Occidental misma, sin embargo, el Kadett C de cuatro puertas se lo recuerda como «especial de exportación», el  mercado de automóviles familiares pequeño siguió dominado y definido por Volkswagen, para quien las dos puertas de un pequeño automóvil familiar eran todavía bastante suficientes.
La carrocería del sedán de dos puertas representaron poco menos del 63% de los Opel Kadett C producidos. Otro 11% fueron autos con carrocería familiar de tres puertas, siguiendo la tradición de Opel, como el Kadett Caravan, con los cupés de dos puertas que representan poco menos del 10%, sin embargo, hoy en día, el cupé sigue siendo el favorito para los coleccionistas.

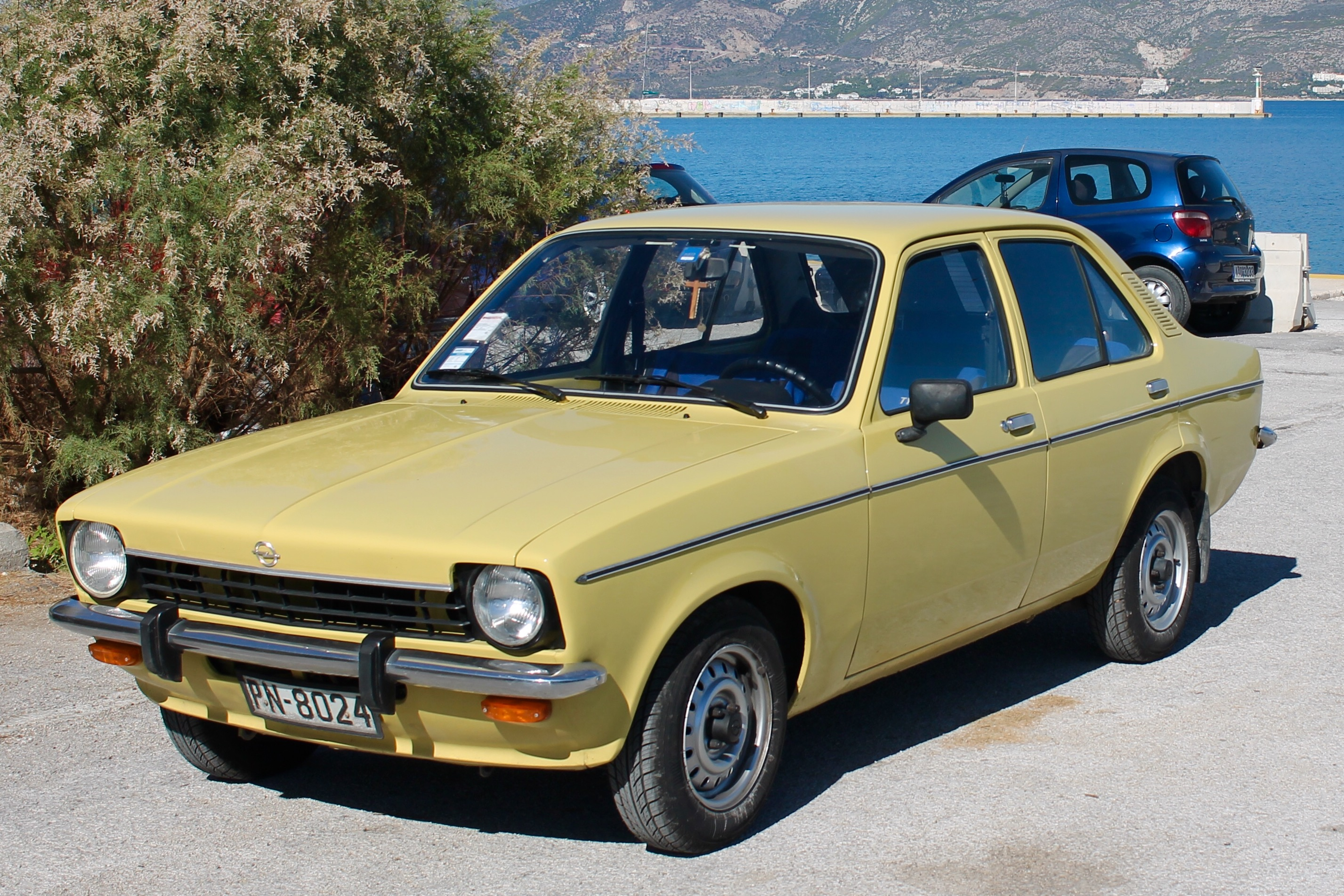
Opel Kadett C sedán 4 puertas (1973-1977)
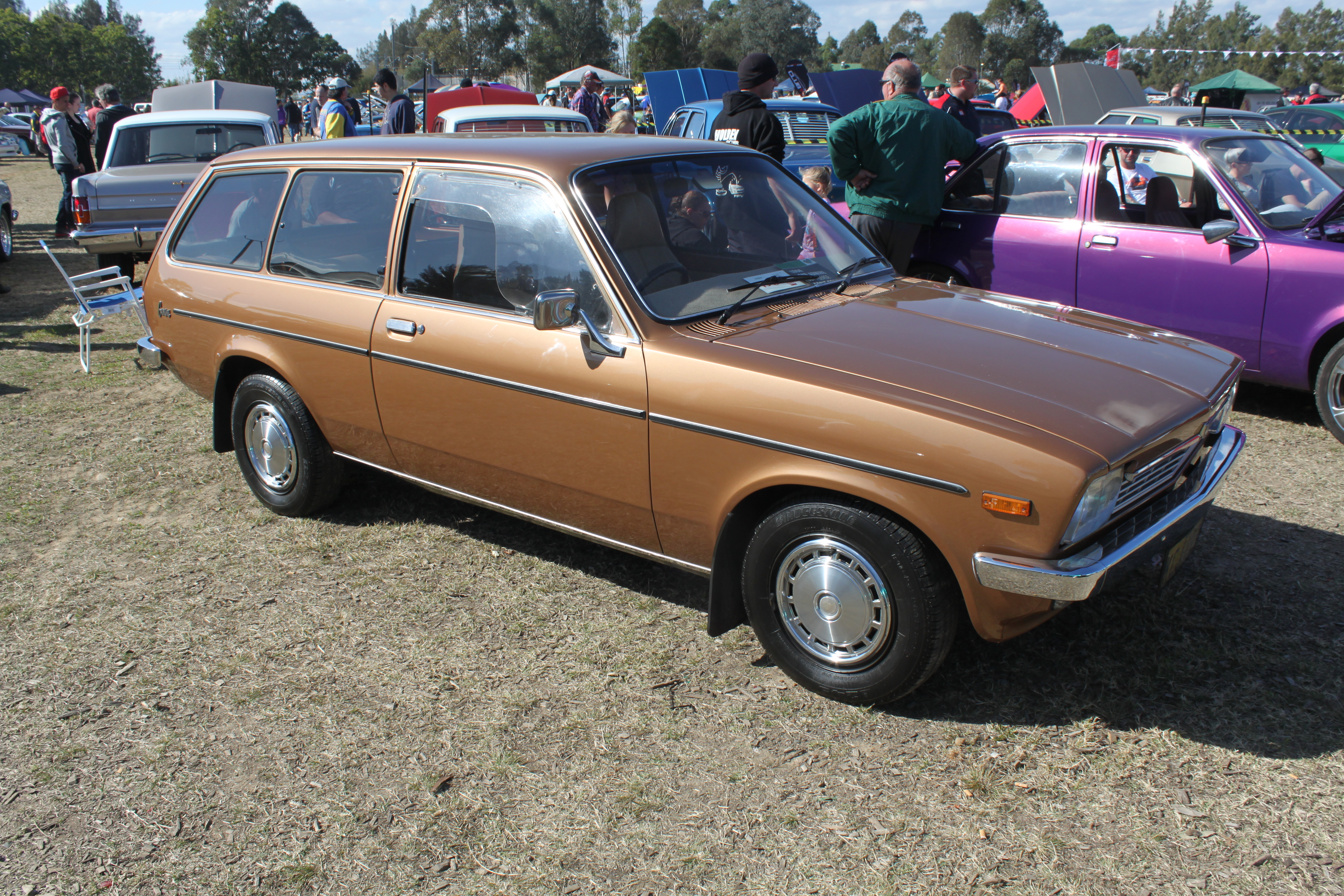
Opel Kadett C Caravan (1973-1977)
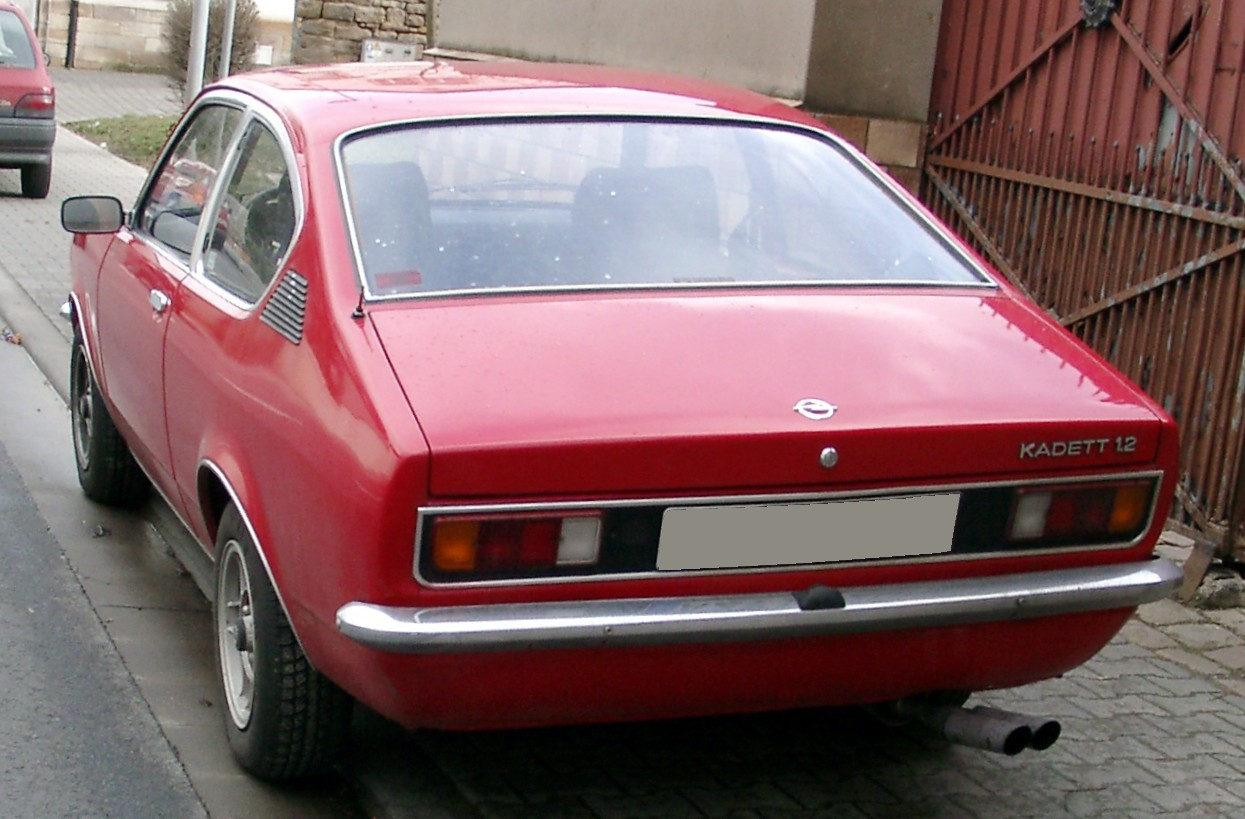
Opel Kadett C coupé 1,2 L

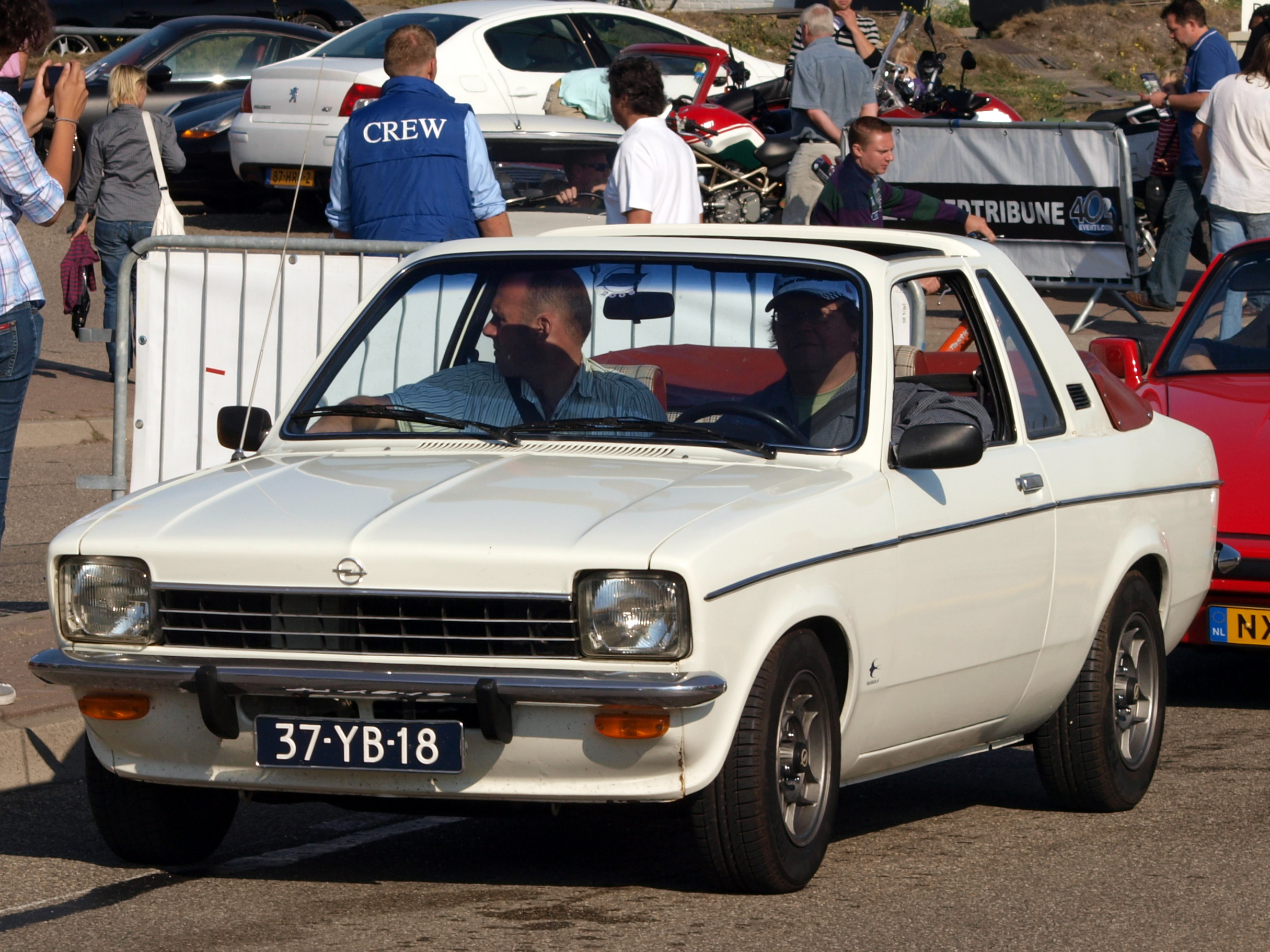
Opel Kadett C Aero (1976-1978)
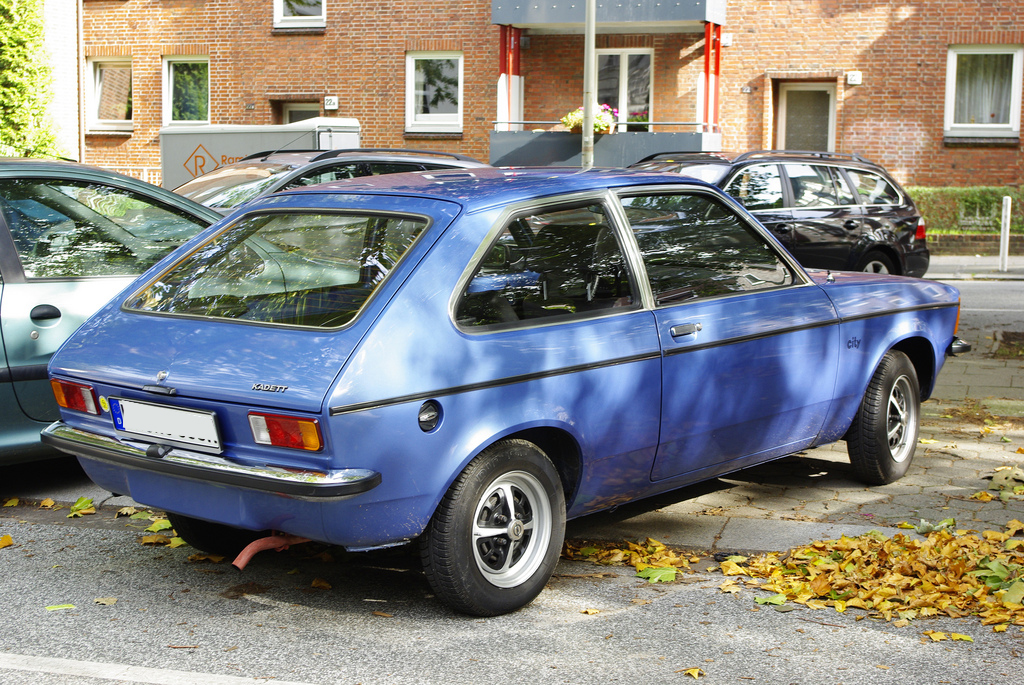
Opel Kadett C City (1975-1979)
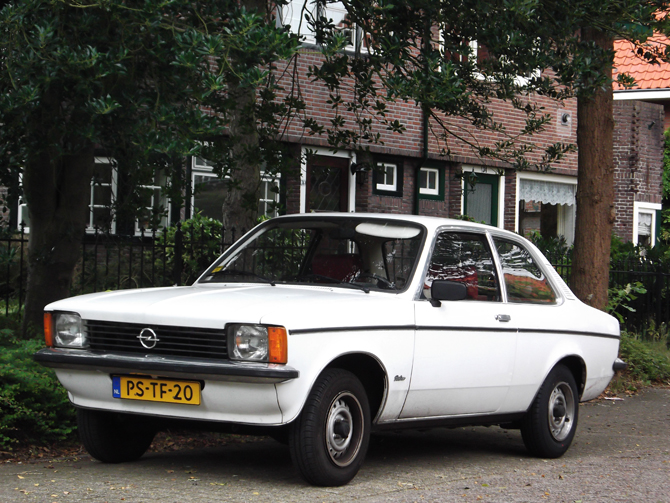
Opel Kadett C sedán 2 puertas (1978-1979)

### Kadett GT/E

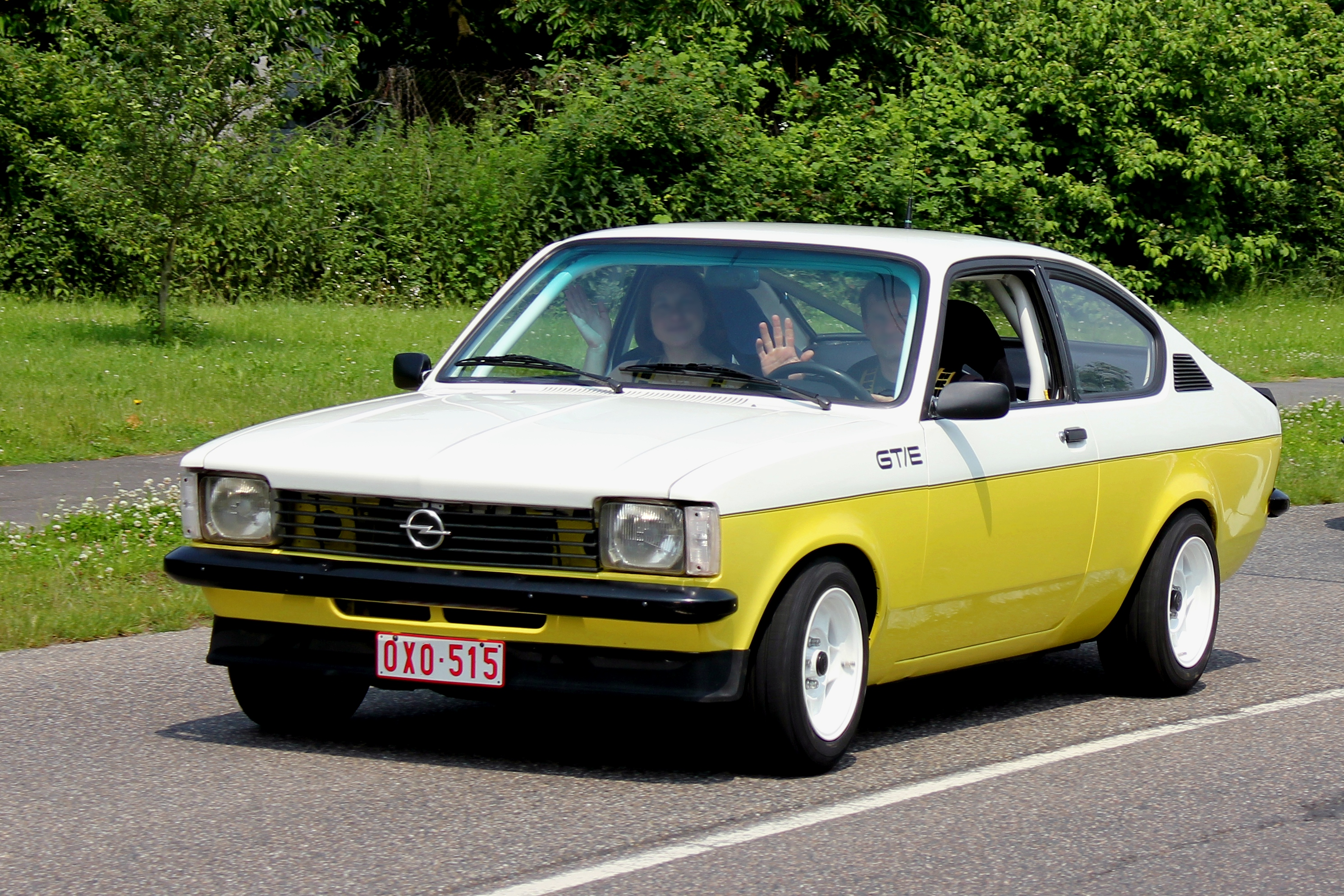
Kadett C GT/E cupé (1977-1979)

Los modelos deportivos Kadett C Coupé GT/E aparecieron en agosto de 1975, un año antes que el rival Volkswagen Golf GTI, para sus dos primeros años, el Kadett C se ofreció con una opción entre sólo los motores de 1,0 litros y 1,2 litros. En 1975 el GT/E tenía un precio de 12.950 DM, que era aproximadamente un 30% más alto que el precio de 9.970 DM para un cupé Kadett con motor «1,2 S».
El cupé de alto rendimiento con inyección de combustible ahora proporcionaba una base para los autos de competición. La publicidad de la época presentaba un agresivo esquema de pintura en dos tonos de color amarillo y blanco, aunque también era posible especificar un color de carrocería convencional.
El motor de 1897 cc del GT/E fue hasta 1973 incorporado en la gama anterior de unidades de potencia de Kadett B, pero ahora incorporó un sistema de inyección electrónica de combustible  Bosch D-Jetronic.
Potencia máxima de 105 Hp (77kW) a 5400 rpm, que es casi idéntica a la lograda por el Kadett B con su versión de «Hoch Leistung» (alta potencia) de edición limitada del mismo motor, pero el automóvil anterior ha alcanzado su nivel de potencia utilizando carburadores gemelos anticuados, un enfoque de alimentación de combustible, ahora perdiendo a favor de la inyección de combustible frente a regulaciones de emisiones cada vez más estrictas.
El Kadett GT/E estaba disponible, a un costo adicional, con una transmisión manual de cinco velocidades. 1975 fue el primer año en que la transmisión de cinco velocidades estuvo disponible, si solamente, en esta etapa, como una opción en los Kadetts de gama alta. En 1977, la transmisión de cinco velocidades se convirtió en una característica estándar del Kadett GT/E. 
Esquema de colores y producción:
- Opel Kadett GT/E - Negro / Amarillo señales - 8660 producidos entre 1975 y 1977
- Opel Kadett GT/E 2 - Blanco polar / Amarillo brillante - 2254 producidos entre 1977 y 1979
- Opel Kadett Rallye 1.6S y 2.0E - Blanco polar / Amarillo brillante - 8549 producidos entre 1978 y 1979

### Motores
El Opel Kadett C fue ofrecido con los siguientes motores:
| Desplazamiento L | Potencia       | Periodo   |
| ---------------- | -------------- | --------- |
| 1,0              | 40 Hp / 29 kW  | 1973-1979 |
| 1,0∗             | 48 Hp / 35 kW  | 1973-1979 |
| 1,2∗             | 50 Hp / 37 kW  | 1977-1979 |
| 1,2              | 52 Hp / 38 kW  | 1973-1976 |
| 1,2              | 55 Hp / 40 kW  | 1976-1979 |
| 1,2 S†           | 60 Hp / 44 kW  | 1973-1979 |
| 1,6 S†           | 75 Hp / 55 kW  | 1977-1979 |
| 1,9 GT/E         | 105 Hp /77 kW  | 1975-1977 |
| 2,0 E Rallye     | 110 Hp / 81 kW | 1977-1979 |
| 2,0 GT/E         | 115 Hp / 85 kW | 1977-1979 |

∗ solo para exportación
† solo automático de 3 velocidades

### El Opel Kadett C en las Américas
En Brasil este vehículo fue fabricado como Chevrolet Chevette (diferente a la versión de los Estados Unidos), y estaba equipado con el mismo 1200 cc. En 1990, el Chevette fue actualizado y equipado con un motor de 1600 cc. En Brasil fue fabricado hasta 1998.
En Argentina, General Motors fabricó una versión del Kadett sedán 4 puertas denominada Opel K-180. En aspecto los automóviles eran iguales. La diferencia más importante radicaba en el motor, ya que el Kadett alemán era equipado con un motor de 1,2 L, y el K-180 recibía su poder de un 1,8 L completamente desarrollado en Argentina. Tras el cierre de la producción de GM en este país, en 1978, la producción del Opel K-180 también fue dada por finalizada. Finalmente y tras 14 años del cierre de la filial argentina de GM, el holding CIADEA S.A. introdujo en el mercado de ese país una versión del Chevette brasileño, al que comercializó bajo la marca GMC, constituyendo el primer coche de pasajeros vendido bajo esa marca, la cual tiene presencia en América del Norte, pero como productor de camiones y SUV's.
También en Chile, Colombia y Venezuela, este vehículo fue ensamblado en kits de CKD como Chevrolet Chevette, en Uruguay como  Grumett, Ecuador como Aymesa Cóndor, y en América del Norte fabricado desde 1975 como Chevrolet Chevette, Pontiac Acadian, Pontiac T1000 e importado como Isuzu I-Mark y Buick-Opel.

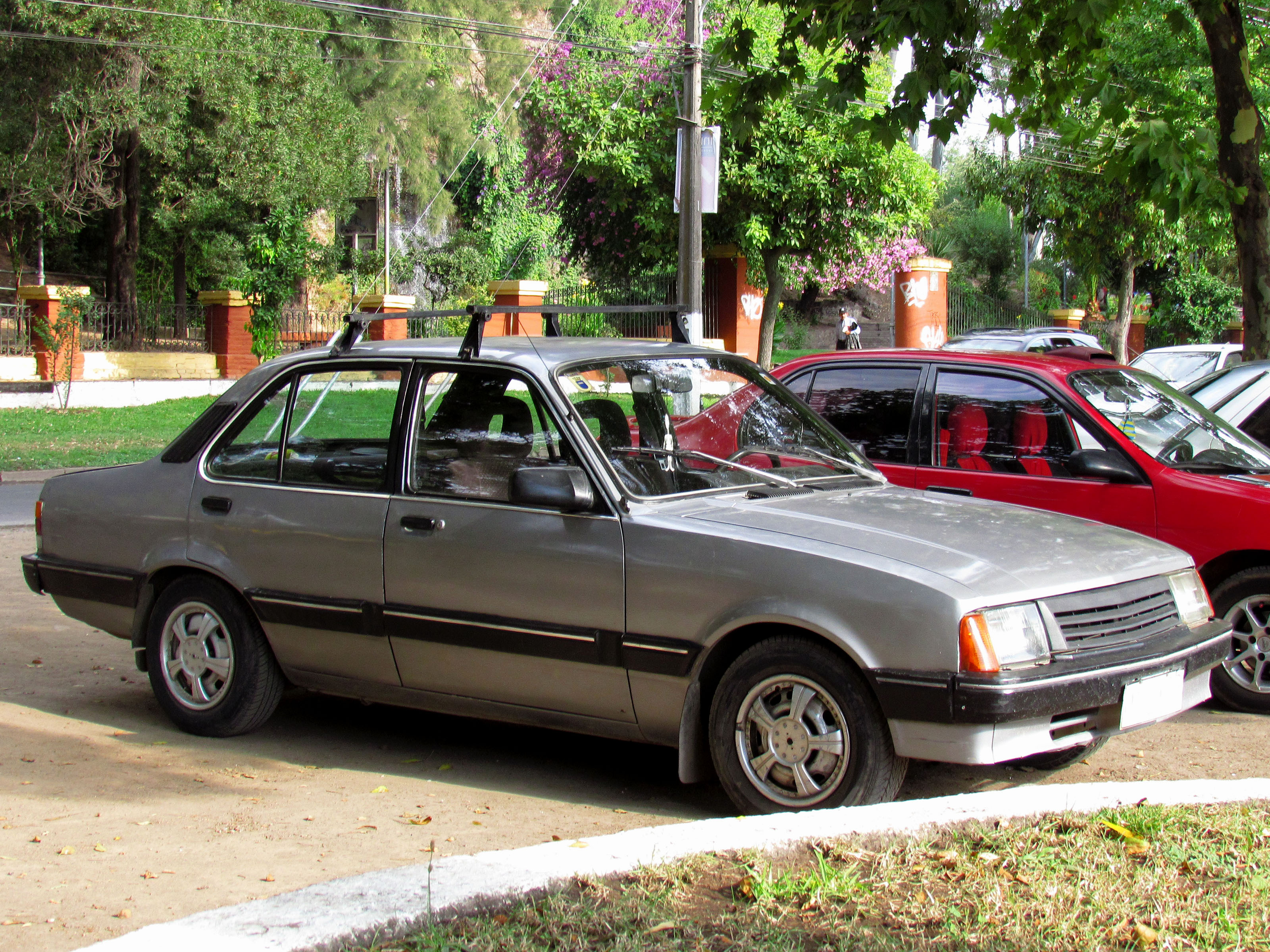
1991 Chevrolet Chevette (Brasil)
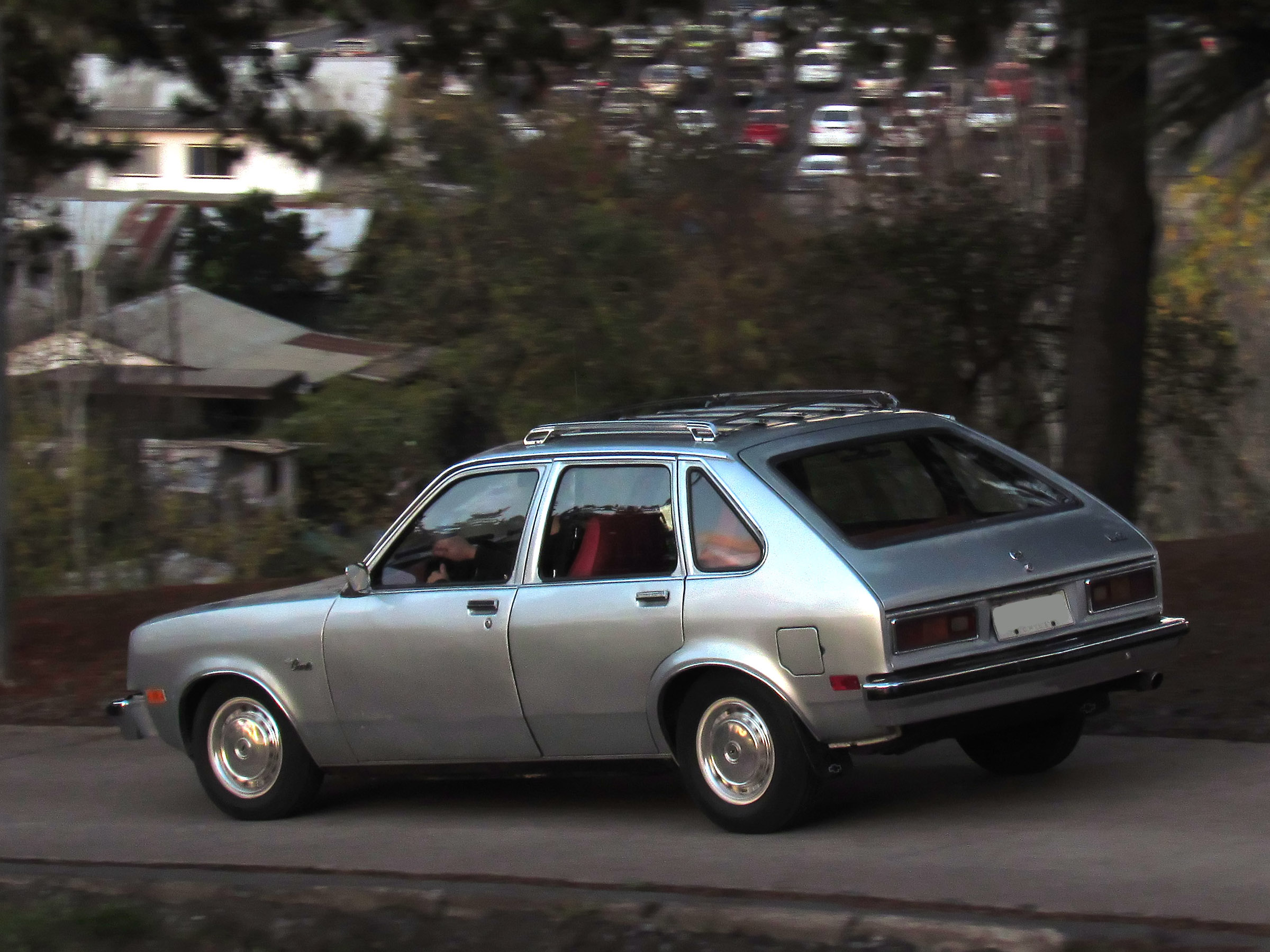
1978 Chevrolet Chevette (Estados Unidos)
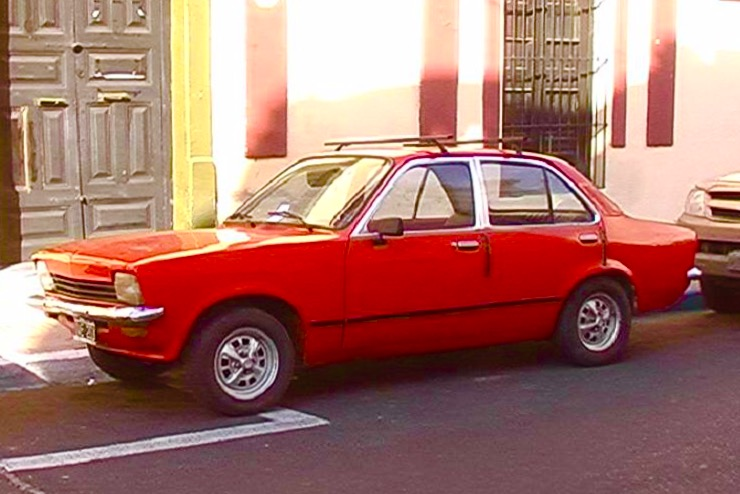
1974 Opel K-180 (Argentina)
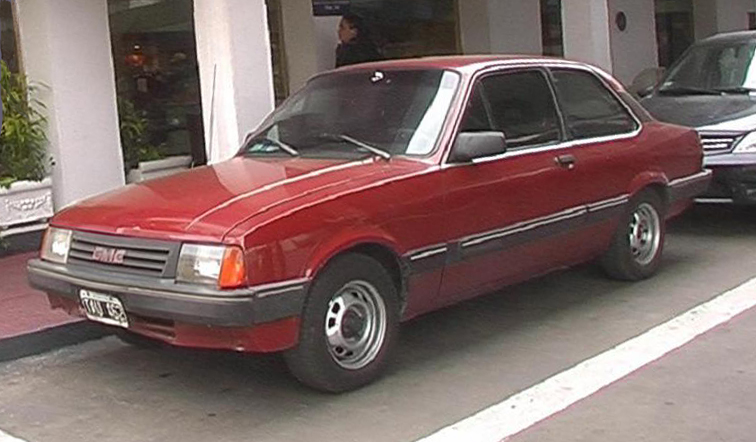
1992 GMC Chevette (Argentina)

## Kadett D (1979-1984)
La cuarta generación, denominada Kadett D, fue introducida en el mercado europeo en 1979 (como modelo 1980),  fue el primer Kadett de motor transversal. A partir de esta generación, la versión Vauxhall es exactamente idéntica a la de Opel, a excepción del nombre: Vauxhall Astra. En el Kadett D el número de carrocerías queda reducido a dos: Hatchback (de 3 o 5 puertas) y Caravan (familiar), desapareciendo los cupés de las gamas precedentes. Estaba disponible con un nuevo tipo de motores 1,3, 1,6 y 1,8 L, todos ellos del tipo SOHC, con culata de aluminio y compensadores hidráulicos de holgura de válvulas, aunque inicialmente se ofreció el 1,2 OHV con culata de fundición y tres apoyos. Esta gama de motores también se utilizó para los modelos posteriores de Corsa/Nova y Cavalier/Ascona de tamaño medio. Desde mayo de 1981, el 1,3 también estaba disponible con una transmisión automática de tres velocidades. La automática se puso a disposición del diésel en septiembre de 1982.

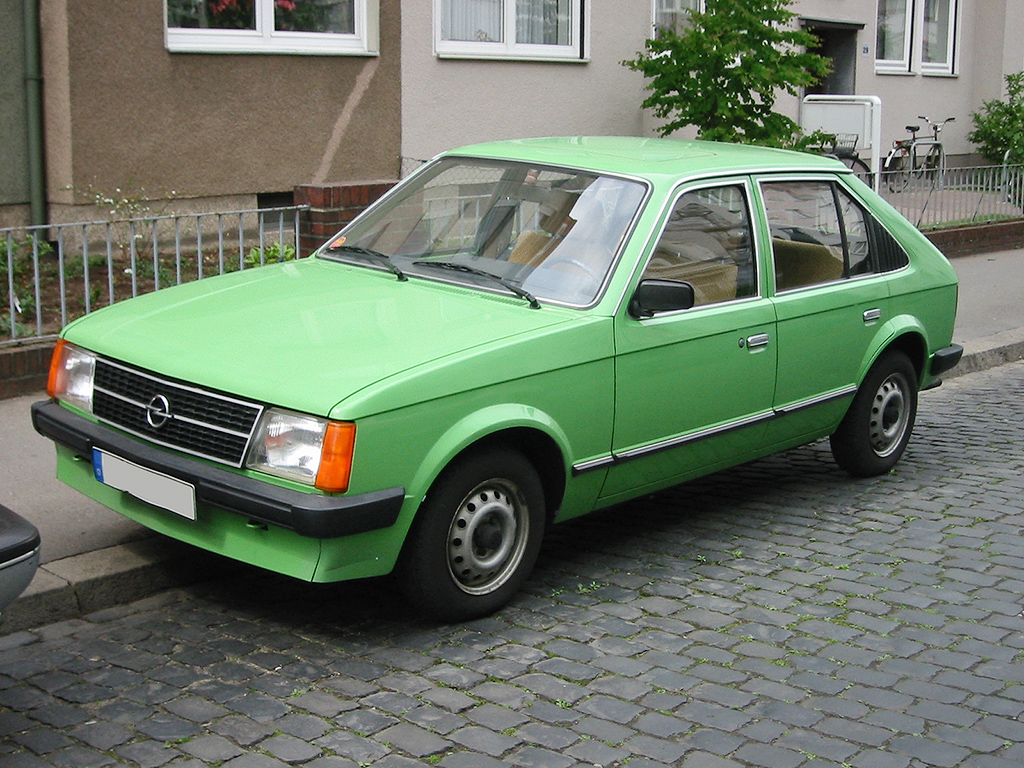
Kadett D hatchback 5 puertas
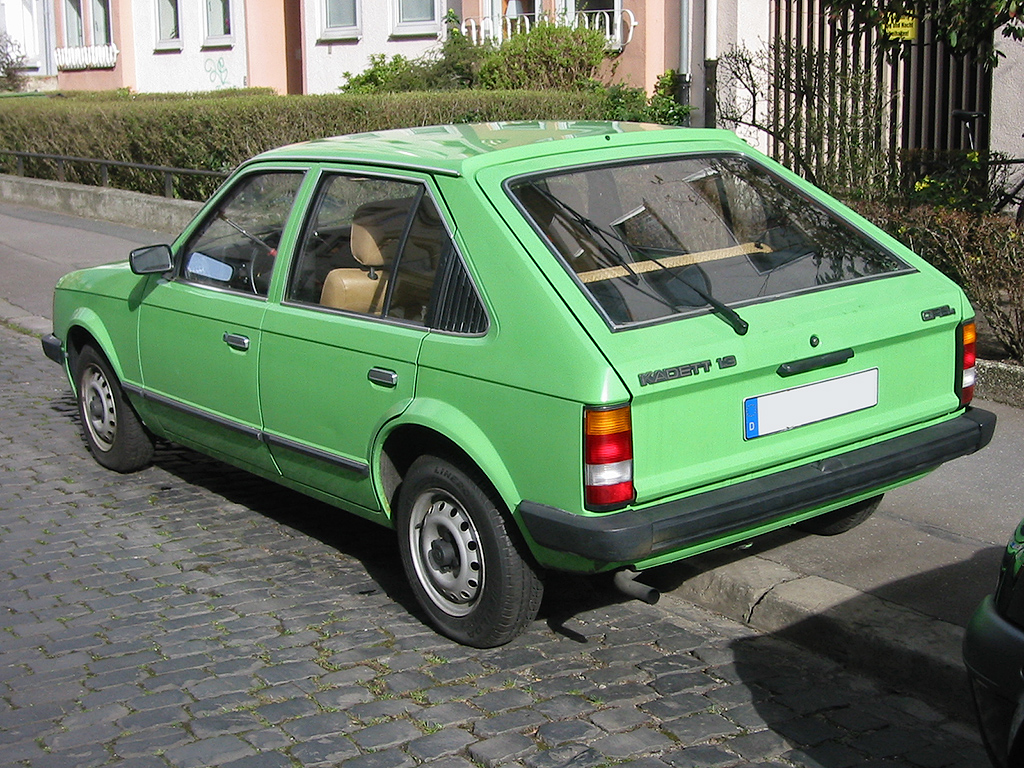
Opel Kadett D vista posterior
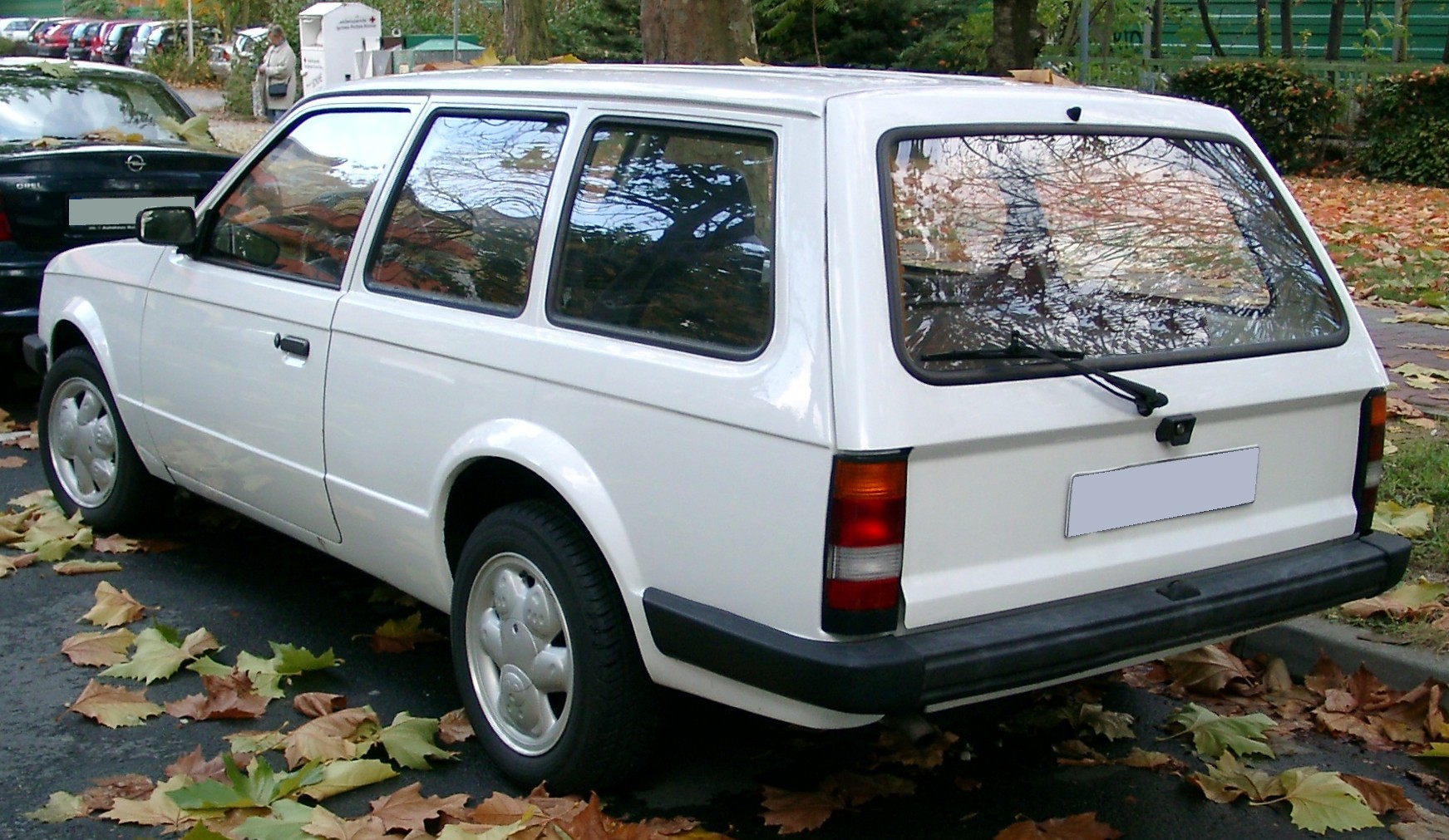
Opel Kadett D familiar vista posterior

## Kadett E (1984-1993)
El Opel Kadett E se presentó en 1984, siendo el último compacto de Opel con este nombre, ya que su sustituto se denominaría Astra. Se caracterizaba por una línea más aerodinámica que sus predecesores. A diferencia de lo ocurrido en la gama Kadett D, esta vez el número de carrocerías disponibles aumentó, aparte de los hatchback (3 o 5 puertas) y el caravan, apareció un sedán (1984) y un cabrio con roll-bar (1987) diseñado y construido por Bertone en Turín (Italia). En 1985, el Kadett E fue nombrado Coche del Año en Europa. El tope de la nueva gama lo constituía el GSI con motor 2.0, al que, en 1988 se le añadió una culata multiválvula, obteniendo el GSI 16v y 156 CV.
El Kadett GSI se distingue del resto de los Kadett en los pilotos traseros (mientras que los demás llevaban en un lado una luz de marcha atrás y en el otro el antiniebla trasero, en la posición simétrica, en los GSI los pilotos traseros, aunque tenían la misma forma, llevaban dos luces de marcha atrás, una en cada lado del coche, y el antiniebla trasero en el lado izquierdo, incorporado en el paragolpes trasero); los intermitentes delanteros son blancos exteriormente, los paragolpes son específicos, y también son diferentes las molduras laterales. Opcionalmente, llevaban faros antiniebla delanteros (equipamiento más frecuente en los Kadett GSI que en el resto de los Kadett). Los Kadett GSI fueron, en su mayoría, de carrocería de 3 puertas, aunque, excepto el 16v, existían de 5.
El Kadett E sirvió de base para el Chevrolet Kadett/Ipanema, Vauxhall Astra II/Belmont, el Pontiac LeMans y el Daewoo Le Mans/Cielo/Nexia. En 1989 recibió una pequeña actualización con apenas modificaciones que afecto principalmente al frontal con una nueva calandra ya separa del parachoques el cual antes iba integrada. Fue sustituido en 1991 por el Opel Astra. Contaba con el innovador sistema MULO, que preveía el encarecimiento del producto.
Suspensión: La delantera es de tipo Suspensión MacPherson y en la trasera es de tipo semi-rígido formada por dos brazos oscilantes unidos por un fin transversal.
Frenos: Consta de doble circuito en diagonal con servofreno, dispone de frenos de discos delante y de tambor detrás.
A excepción del Kadett gsi 16v que contaba con frenos de discos traseros.

### Ediciones especiales
El Opel Kadett E se comercializó con bastentes ediciones especiales que se identifican por unas características y logotipos en vinilo muy comunes de la época de los años 80 y 90 las versiones fueron las siguientes:  
Opel kadett top 1.6 s 90 cv
Opel kadett top 1.4 75cv
Opel kadett SV
Opel kadett GT 1.6S /1.8 i ( 3 y 5 puertas )
Opel kadett 1.6i (Alemania)
- Opel Kadett Arizona
- Opel Kadett 1.8i Dream
- Opel Kadett Beauty
- Opel Kadett California
- Opel Kadett Frisco
- Opel Kadett Fun
- Opel Kadett 1.8 GSI 115 cv
- Opel Kadett GSI 2.0 130 cv
- Opel Kadett GT
- Opel Kadett Jubilee
- Opel Kadett 125 jahre
- Opel Kadett Life
- Opel Kadett miami
- Opel Kadett snow
- Opel Kadett special club
- Opel Kadett Tiffany
- Opel Kadett top 1.6 s 90 cv
- Opel Kadett GSI 2.0 16v y 16v Champion (150 cv motor C20XE y 156 cv motor 20XE/20xej)
- Opel kadett GSI 2.0 16v Superboss (170 cv Sólo comercializado en Sudáfrica)

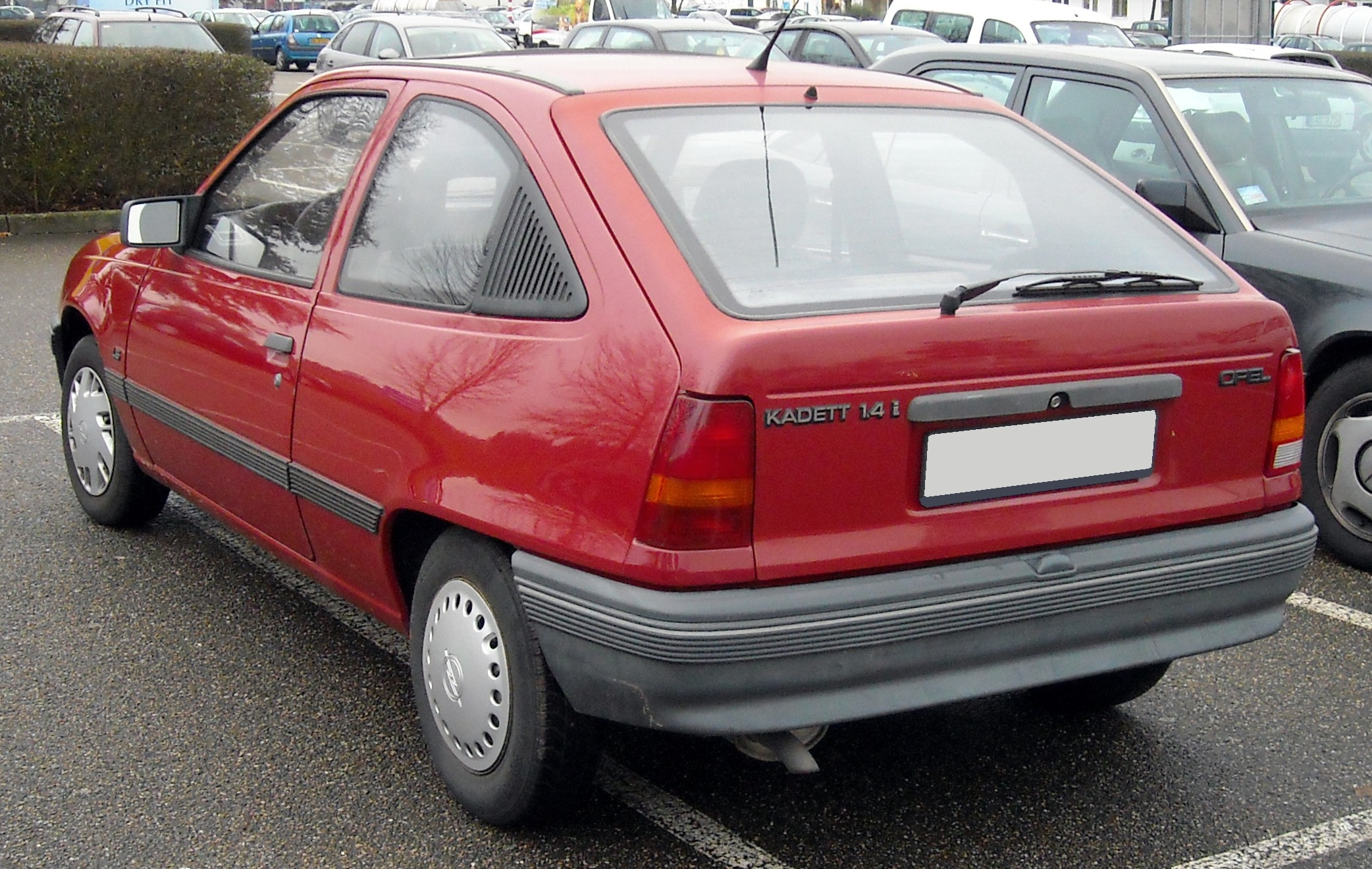
Kadett E hatcback
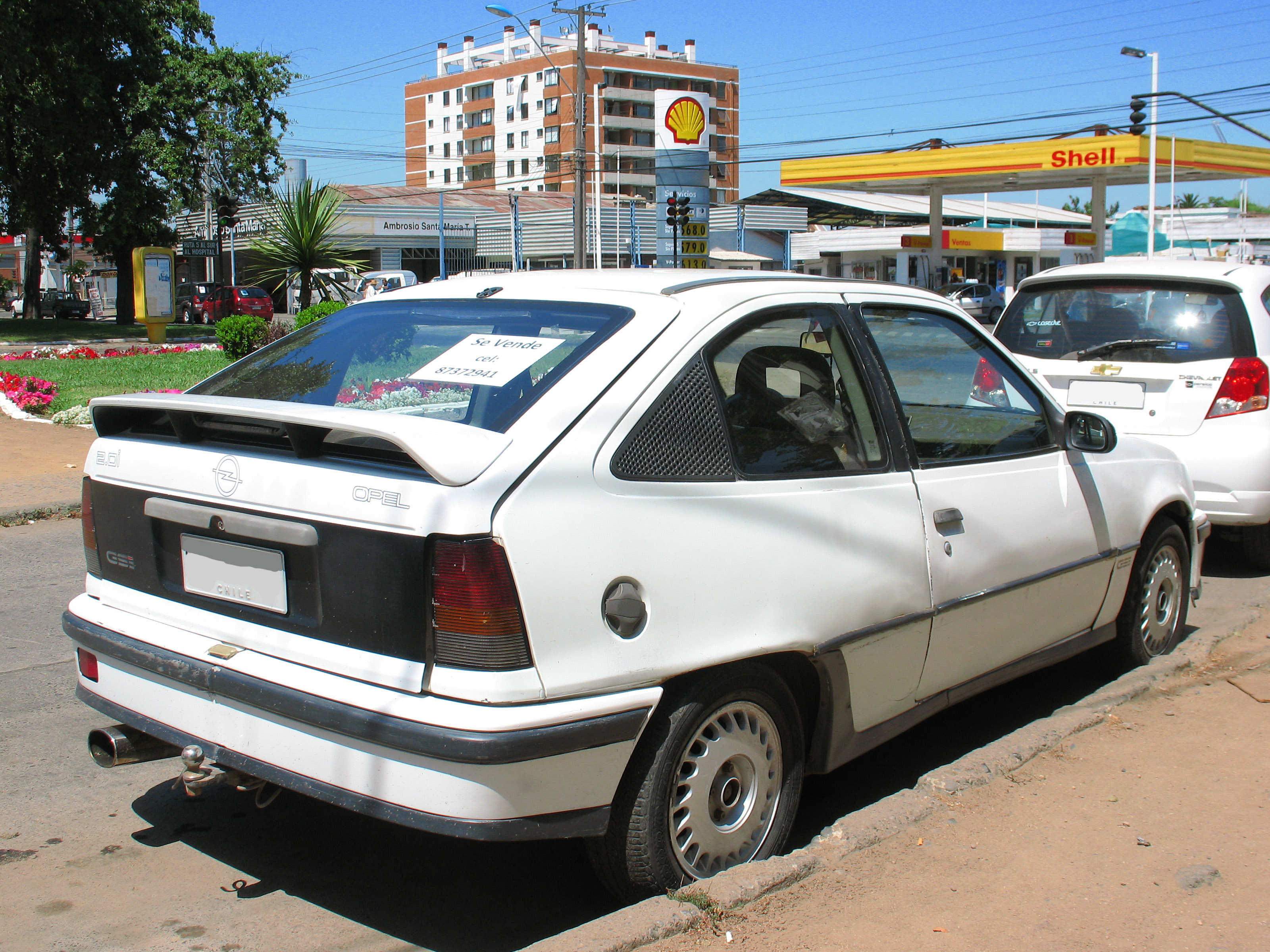
Kadett E GSI
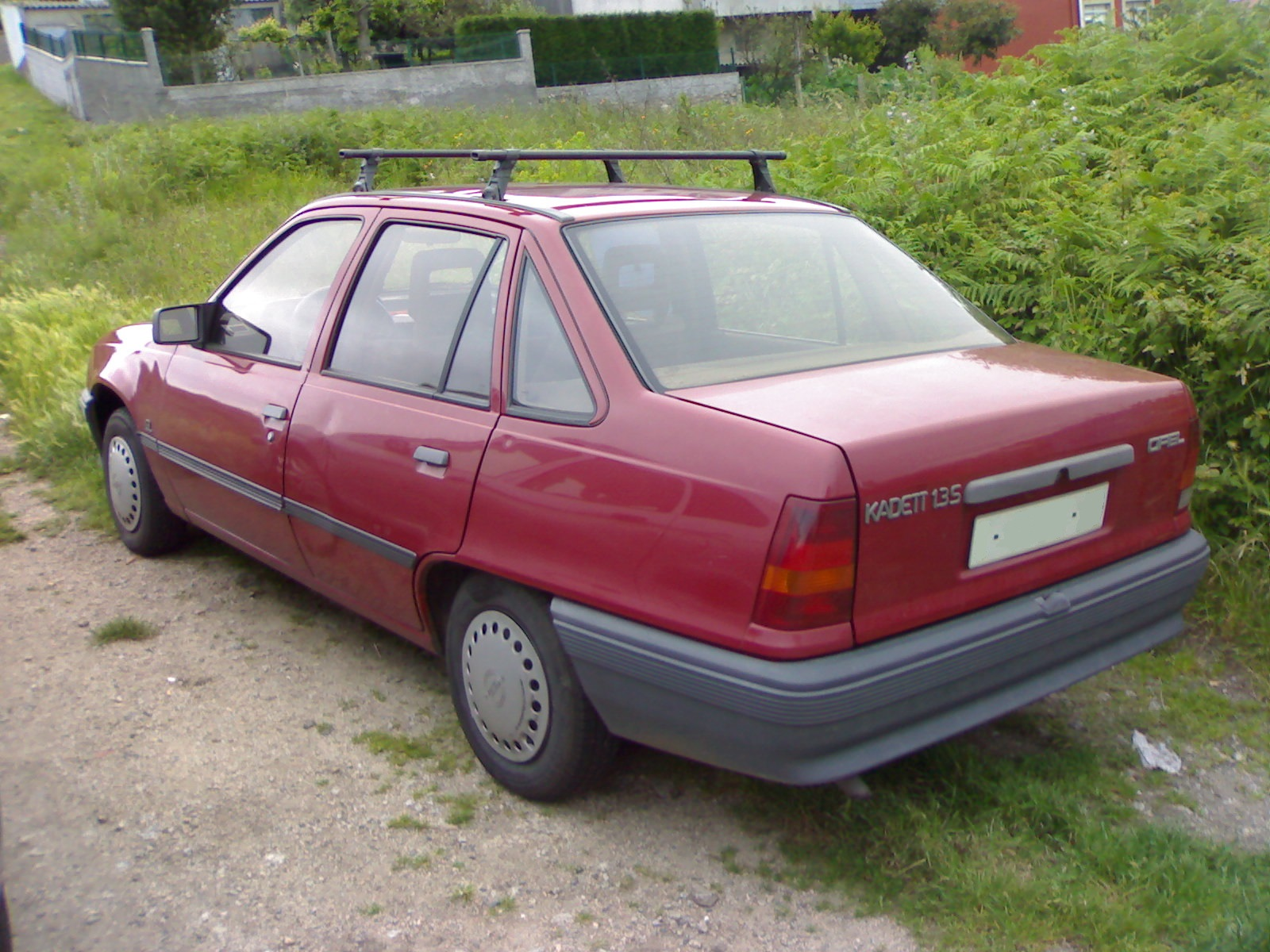
Kadett E sedán
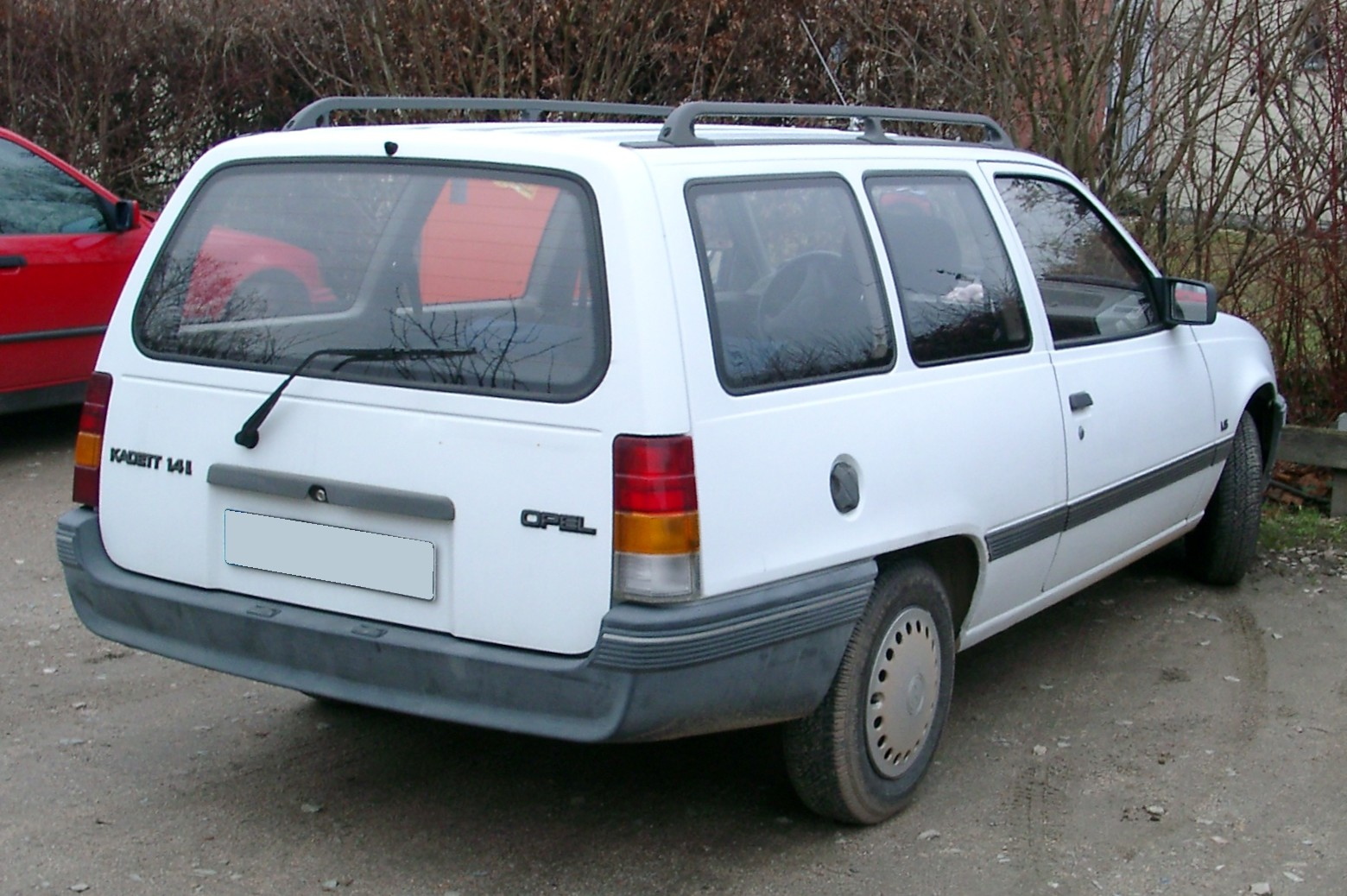
Kadett E familiar

## El Opel Kadett en rally

### El inicio
La historia del Kadett en los rallies se remonta a 1969, y como en el caso del Ascona, al Opel Team del importador sueco de la marca. La llegada con el Kadett B del modelo 1.9 Rallye fue bien acogida por parte del equipo sueco. Los primeros resultados no tardaron en llegar, como el segundo puesto de Ove Eriksson en el RAC Rally de 1970 y seis meses después Tapio Rainio repitió podio en el 1000 lagos.

### Kadett GT/E

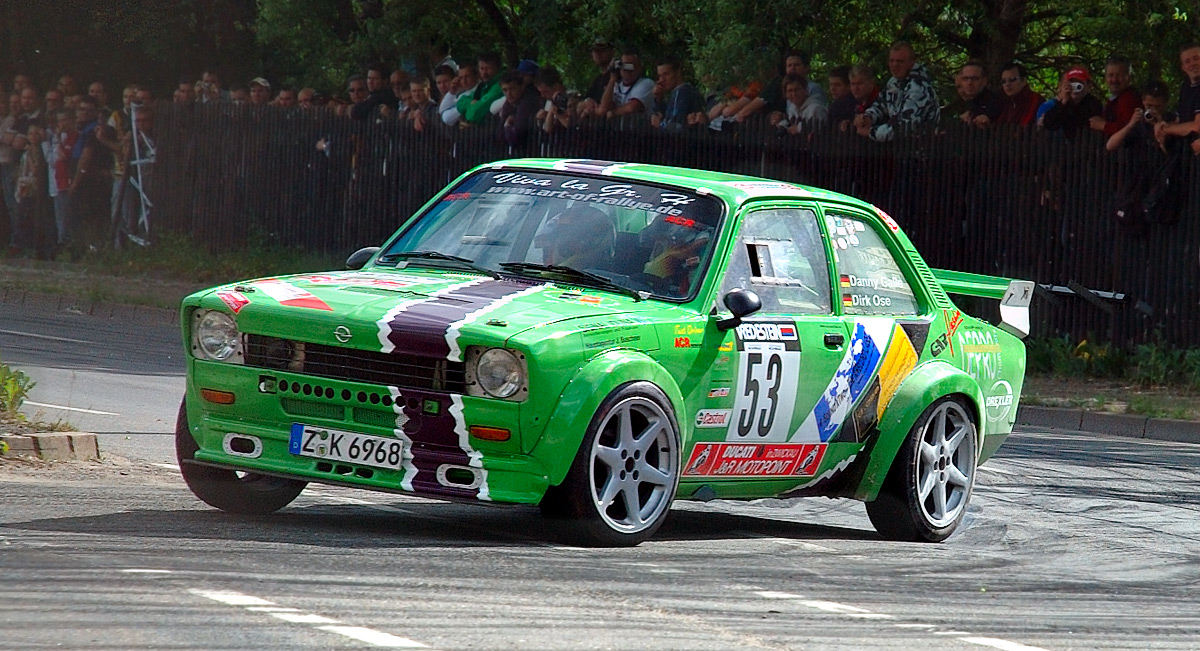
Kadett C en el rally de Sajonia, no es un GT/E gr.4

Para final de 1975 apareció el Kadett C GT/E homologado como grupo 4 para participar en el mundial de rallies de 1976, este modelo ya estaba mucho más preparado que el anterior. Tenía un motor de 4 cilindros, colocado en posición longitudinal delantera, con 1996 cc, 16 válvulas y 240 CV, con tracción trasera y caja de cambios de 5 velocidades. También se homologaron vehículos para el grupo 1 con 150 CV y para el grupo 2 con 207 CV. El Kadett GT/E debutó con Walter Röhrl en el Rally de San Remo de 1976, pero la transmisión se rompió, lo que obligó a la retirada. El motor de 16 v se mostró poco fiable, por lo que las retiradas de los coches oficiales fueron numerosas durante la temporada. El mejor resultado para el 16v fue la victoria en el Ypres Rally 1976. Mejor suerte corrieron los equipos privados con el motor de 8 válvulas y 207 CV, más fiable y que fueron capaces de recolectar bastantes puntos en el mundial. Para el equipo oficial la temporada 1977 no fue mejor y Opel sólo consiguió un podio en Suecia. Ante los escasos resultados y un cambio en la reglamento de la FIA se dio carpetazo al GT/E Gr.4 para la temporada 1978.

### Kadett GSI gr.A

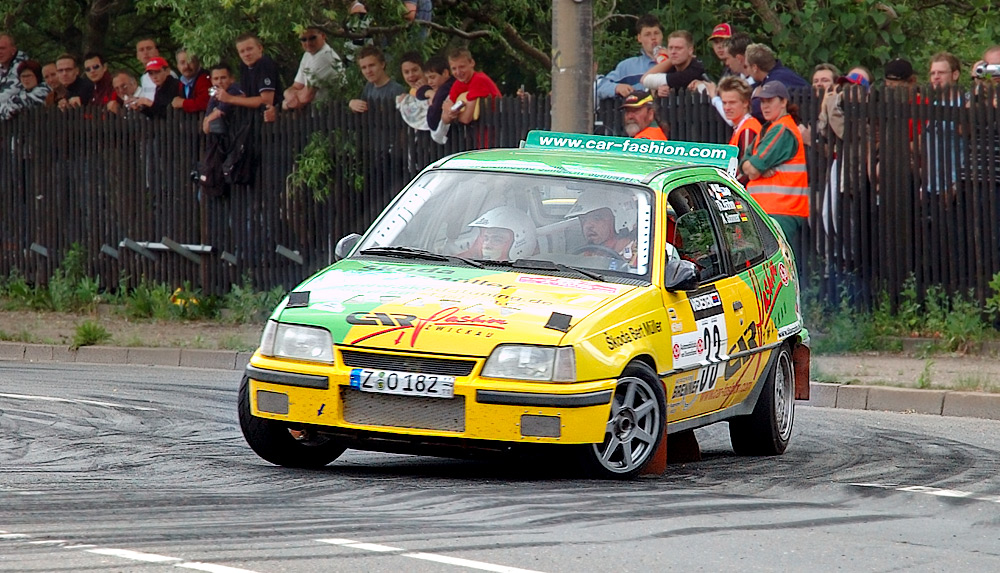
Kadett GSI 16v

Después de la prohibición del grupo B en 1987 y su sustitución por los coches del grupo A, y hasta que la FIA obligó a los equipos oficiales a disputar todos los rallies del campeonato, existía una norma: "cuanto más lejos de Europa sea el rally, más impredecible es su resultado". Así, incluso los miembros del equipo Opel se sorprendieron de la victoria del Kadett GSI en el Rally de Nueva Zelanda de 1988, siendo ésta la única victoria en el palmarés de este vehículo. Al principio, en 1987, este tracción delantera contaba con un motor de 1.8 y 180 CV y caja de 5 velocidades. Los primeros resultados en el mundial no daban pista alguna de que el coche pudiese llegar a ser un ganador en menos de un año, siendo el mejor resultado esa temporada el 6.º puesto de Guy Fréquelin en el Rally de San Remo. En 1988 GM Euro Sport toma el control del desarrollo del coche, que se hizo más rápido y robusto y que consiguió la mencionada victoria en Nueva Zelanda en manos de Haider. Para 1989 apareció la versión 16 v consiguiendo 230 CV y con caja de cambios de 6 velocidades, el único resultado destacable fue el tercer puesto de Malcolm Wilson, de nuevo en Nueva Zelanda. En 1990 Louise Aitken se proclamó campeona de la "FIA Ladies' Cup" a los mandos de un Kadett GSI 16v. En América del Sur, el modelo fue adaptado por la General Motors Brasil y se comercializó desde los 90 hasta 1998, dos años después de introducir en el mercado el GSi. En 2002 salió un modelo de 220cv de potencia.